# Lingua cinese antica

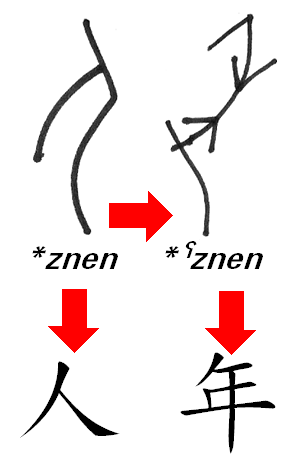
I caratteri della scrittura dei sigilli per "persona" e "il raccolto" (più tardi "anno"). Una pronuncia ipotizzata per ciascun carattere potrebbe spiegare la composizione del secondo carattere (un uomo che trasporta del grano falciato). I due caratteri nella ricostruzione Baxter-Sagart (2014) sono pronunciati *ni[ŋ] e *C.nˤi[ŋ]; in EMC (Baxter, 2011) sono *nyin e *nen.

Il cinese antico (cinese semplificato: 上古汉语; cinese tradizionale: 上古漢語; pinyin: Shànggǔ Hànyǔ) è la varietà di lingua cinese parlata dalla dinastia Shang, dunque durante l'età del bronzo cinese, finita nell'XI secolo a.C. Il cinese antico è un insieme di dialetti che derivano tutti da un'unica lingua unitaria che si è separata dal Proto-Sino-Tibetano detta proto-cinese (o proto-sinitico). Il cinese antico è una lingua attestata a partire dal 1250 a.C., ma la pronuncia è interamente ricostruita siccome la scrittura impiegata non era un alfabeto ma un gruppo di ideogrammi.
Il cinese antico è stato parlato fino a buona parte della prima dinastia Han (dal 206 a.C. al 25 d.C.), poi divenuta "Dinastia Han Orientale", in cui si forma il tardo cinese antico, meglio noto come cinese degli Han orientali, una versione di lingua intermedia tra il cinese antico e il primo cinese medio.

## Generalità

### Nome
Il cinese antico è detto anche antico cinese o cinese arcaico, secondo la definizione del linguista Bernhard Karlgren. In inglese, la traduzione è Old Chinese, abbreviato in OC e contrapposto al Primo Cinese Medio (Early Middle Chinese, EMC). Siccome il cinese arcaico è attestato per la prima volta durante il periodo monarchico cinese, prima del periodo delle Primavere e Autunni e della fondazione dell'impero da parte della dinastia Qin, il primo periodo del cinese arcaico si può pensare anche come cinese pre-imperiale o cinese monarchico, seguito dal cinese antico imperiale.

### Origine
La culla delle lingue sinitiche è il proto-sino-tibetano/trans-himalayano (PST), che è l'antenato comune di tutte le lingue sinotibetane ed era parlato da un popolo unificato, i sino-tibetani, che avevano il loro patria originaria/urheimat presumibilmente lungo il corso superiore e medio del fiume Giallo. Secondo Laurent Sagart, Guillaume Jacques e Yunfan Lai (2019), la famiglia sinotibetana si è formata 7200 anni fa, quindi si è formata intorno al 5200 a.C.; secondo uno studio di William S-Y. Chang del 1998, alcune lingue sine-tibetane si sono separate 6000 anni fa, quindi intorno al 4000 a.C. Le lingue sino-tibetane, secondo il linguista Harald Hammarström, contano circa 500 lingue, di cui la maggior parte minori.
Dal proto-sino-tibetano (PST), dopo oltre 1000 anni di unità, si è separato il proto-cinese (o proto-sinitico), la prima lingua a separarsi dal PST. La separazione è avvenuta dopo il 4000 a.C., presumibilmente durante il Neolitico cinese (finito nel 2000 a.C.) o appena dopo. Siccome il cinese antico è un insieme di varietà linguistiche connesse tra loro attestato in testi antichi che offrono informazioni sulla pronuncia, il proto-cinese è definito da Baxter e Sagart come la proto-lingua unificata da cui discendono tutte le varietà parlate nel periodo successivo, ovvero del cinese antico.
Molto prima del 1250 a.C., il proto-cinese nell'arco di numerosi secoli si differenzia poi in un numero sconosciuto di varietà che formano proprio il cinese antico; il 1250 a.C. è l'anno stimato delle prime attestazioni scritte presumibilmente della varietà parlata a Anyang, dove sorgeva Yi, la capitale dello Stato di Shang (le prime attestazioni infatti sono ritrovate tutte a Anyang). Il proto-cinese comunque si era dissolto già molti anni prima del 1250 a.C., siccome prima del 1250 il cinese antico era già parlato e molte attestazioni precedenti sono andate perdute o non sono state ancora trovate. Il cinese antico era parlato da un popolo che si autodefiniva Huaxia (华夏). La prima varietà di cinese antico ricostruita a sé, che poi si è divisa in una intera famiglia di dialetti meridionali conservativi, è il proto-Min, che risale intorno al 110 a.C. ed è frutto di una migrazione di cinesi antichi. Il proto-Min è stato ricostruito da Jerry Norman nel 1974. Un'altra lingua che discende direttamente dal cinese antico è il proto-Bai, da cui derivano gli almeno 4 dialetti attestati della lingua Bai e di cui esistono alcune ricostruzioni di liste di vocaboli.
A seguito della separazione del proto-cinese dal PST dopo il 4000 a.C. e della nascita del cinese antico da una diversificazione del proto-cinese, ciò che rimase del PST è evoluto in proto-tibeto birmano (Proto-Tibeto-Burman), una lingua derivata forse dal contatto tra proto-sino-tibetano e altre lingue (e dunque un pidgin). Secondo un articolo di Bo Wen, Xuanhua Xie et al. (2004), i parlanti di proto-sino-tibetano e antenati dei tibeto-birmani (detti "tribù Di-Qiang"), tempo dopo la separazione del proto-cinese, effettuarono una migrazione dal nord-ovest verso sud fino ad arrivare nella penisola del sud-est asiatico e entrarono in contatto linguistico con i parlanti di lingue austronesiane e del Mon-Khmer (da cui deriva il Khmer/cambogiano) quando queste lingue erano allo stadio antico e queste popolazioni erano nel loro urheimat originale (infatti tali popolazioni hanno poi effettuato migrazioni e tali lingue sono evolute). Il contatto è stato linguistico e anche genetico siccome lo studio evidenzia che i proto-tibeto birmani si sono mescolati con queste popolazioni. I tibeto-birmani sono emigrati verso sud durante il periodo delle Primavere e Autunni, "circa 2600 anni fa", dopo la sconfitta della Dinastia Zhou da parte della tribù nomade dei Quanrong, a loro volta una tribù tibeto-birmana di gruppo qiangico. Il periodo delle Primavere e Autunni va dal 771 al 476 a.C. e l'avvenimento che innesca questo periodo di guerre è proprio la caduta della Dinastia Zhou dopo la sconfitta da parte dei Quanrong. Siccome questo periodo è ricordato per le guerre sanguinarie tra 120 feudi, poi riuniti dalla prima dinastia imperiale, la dinastia Qin, si può ipotizzare che siano avvenute per le guerre (in futuro, molte altre migrazioni avrebbero avuto come protagonisti dei profughi di guerra). L'avvenimento che dà inizio a questo periodo è la caduta della Dinastia Zhou, che è costretta alla fuga in un piccolo territorio, l'unico che controllava saldamente. Il carattere per indicare "Qiang", 羌, è formato da una capra e un paio di gambe umane ed è già attestato nelle ossa oracolari per indicare un popolo di pastori e, più in generale, gli stranieri; tale vocabolo quindi poteva avere un'accezione generica e indicare popolazioni straniere che circondavano la Cina antica. Del proto-tibeto-birmano esiste una ricostruzione di Paul K. Benedict, raffinata poi da James Matisoff (2003).
Uno strumento online utilizzabile per consultare le radici in proto-sino-tibetano, proto-tibeto-birmano e altre lingue sino-tibetane è lo STEDT (Sino-Tibetan Etymological Dictionary and Thesaurus), un dizionario curato da James Matisoff dell'Università di Berkeley la cui versione finale è stata rilasciata nel 2015. Un paper di Laurent Sagart (2019) indica le correzioni di alcune etimologie sbagliate. Alla creazione dello STEDT hanno partecipato anche Nicolas Tournadre e William Baxter. Ma la ricostruzione del cinese arcaico usata nello STEDT non è quella più recente (la Baxter-Sagart, 2014). L'etimologia dei sinogrammi è poi discussa attraverso il paragone tra lingue sino-tibetane nel dizionario etimologico di Alex Schuessler (2007).

### Esempio di comparazione tra lingue sino-tibetane
Il cinese antico è stato classificato come parte di una grande famiglia di lingue sino-tibetane. L'ipotesi si basa quasi interamente sul confronto fonetico tra parole del cinese medio o del cinese antico, e parole provenienti da una o più lingue tibeto-birmane, solitamente il tibetano scritto e il birmano scritto classici. Un esempio è la parola del cinese antico per «io», pronunciata ŋa, in confronto al tibetano antico ṅa e al birmano antico ṅā. L'ipotesi sino-tibetana postula non solo che i parlanti cinesi e tibeto-birmani fossero un tempo geograficamente prossimi, ma anche una fonte ultima comune in un'epoca molto anteriore. Il ripudio dell'ipotesi sino-tibetana, significherebbe che tutte le parole apparentemente affini debbono essere spiegate come prestiti linguistici, alcuni forse successivi al cinese antico (e dunque risalenti per esempio dal primo cinese medio in poi).
| Significato   | Hanzi (汉字) | Cinese antico (Baxter-Sagart) | Cinese antico (Pulleyblank) | Tibetano antico (Old Tibetan) | Birmano antico (Old Burmese) |
| ------------- | ------------ | ----------------------------- | --------------------------- | ----------------------------- | ---------------------------- |
| Io            | 吾           | *ŋˤa                          | *ŋa                         | ṅa                            | ṅā                           |
| Tu            | 汝           | *naʔ                          | *njaʔ                       |                               | naṅ                          |
| Non avere     | 無           | *ma                           | *mja                        | ma                            | ma                           |
| Due           | 二, 貳       | *ni[j]-s                      | *njijs                      | gñis                          | nhac < *nhik                 |
| Tre           | 三, 參       | *s.rum > *sum                 | *sum                        | gsum                          | sumḥ                         |
| Cinque        | 五           | *C.ŋˤaʔ                       | *ŋaʔ                        | lṅa                           | ṅāḥ                          |
| Sei           | 六           | *k.ruk                        | *C-rjuk                     | drug                          | khrok < *khruk               |
| Sole          | 日           | *C.nik                        | *njit                       | ñi-ma                         | niy                          |
| Nome          | 名           | *C.meŋ                        | *mjeŋ                       | myiṅ < *myeŋ                  | maññ < *miŋ                  |
| Orecchio      | 耳           | *nəʔ                          | *njəʔ                       | rna                           | nāḥ                          |
| Articolazione | 節           | *tsˤik                        | *tsik                       | tshigs                        | chac < *chik                 |
| Pesce         | 魚           | *[r.ŋ]a                       | *ŋja                        | ña < *ṅʲa                     | ṅāḥ                          |
| Amaro         | 苦           | *kʰˤaʔ                        | *kʰaʔ                       | kha                           | khāḥ                         |
| Uccidere      | 殺           | *s<r>at                       | *srjat                      | sad                           | sat                          |
| Veleno        | 毒           | *[d]ˤuk                       | *duk                        | dug                           | tok < *tuk                   |

### Prima attestazione e grammatica pre-classica
Le più remote attestazioni/prove conosciute della lingua cinese sono le iscrizioni sulle ossa oracolari di Anyang del tardo periodo Shang, datate al 1250 a.C. Nonostante le difficoltà di decifrare queste iscrizioni, non c'è dubbio che la lingua scritta sia una forma primitiva di cinese. Tale lingua è attestata fino al primissimo periodo Zhou, dove è è rinvenuta/attestata esclusivamente su ossa oracolari e oggetti di bronzo, in particolari i vasi. Queste scritture erano perlopiù brevi e piene di espressioni formulaiche. Il vocabolario più arcaico consiste in meno di 5000 parole, la maggior parte delle quali sono nomi propri (Baxter e Sagart ricostruiscono la pronuncia di 5000 sinogrammi attestati, di cui alcuni coniati solo a partire dalla Dinastia Qin, dunque dal primo periodo imperiale). Grammaticalmente, la lingua è assai meno caratterizzata da costruzioni sintattiche del cinese classico ordinario, ha assai meno particelle grammaticali e aveva una morfologia molto snella, poi persa dopo il periodo del cinese antico, per cui il cinese a partire dal cinese medio è una lingua isolante. Questa varietà di grammatica, che si colloca prima del cinese classico (o "wenyan"), è detto cinese pre-classico. Una caratteristica fondamentale del cinese pre-classico è la totale assenza di un verbo copulativo, ovvero del verbo "essere": il verbo copulativo si usa solo nel cinese moderno (ma mai davanti agli aggettivi qualificativi, che si comportano dunque alla pari dei verbi) ed è 是 shi4 (versione originale 昰), che in cinese pre-classico era un pronome e aggettivo dimostrativo per esprimere la deissi prossimale, "questo/a/i/e", e significava anche "giusto/a".

### Periodizzazione successiva
Solo nel successivo periodo degli Zhou occidentali, cominciò ad aversi una profusione di testi scritti sopravvissuti e non più dunque una produzione di iscrizioni su ossa oracolari e bronzi. Il cinese antico, scritto con la grammatica pre-classica, mostra le prime notevoli espansioni nel vocabolario specializzato e l'uso occasionale delle prime costruzioni sintattiche; ma la più grande espansione del vocabolario avverrà solo durante la dinastia Qin, in cui i sinogrammi diventano la base della scrittura nella neonata macchina burocratica imperiale, che controllava un enorme territorio unificato. Questa espansione coincide con la coniazione di nuovi sinogrammi, fino ad arrivare ad almeno 5000 a partire dal periodo Qin. Non tutti questi caratteri sono tuttora in uso, per cui parecchi sono diventati arcaismi noti solo a chi studia il cinese antico e cinese medio, la letteratura cinese antica o a chi svolge lavori di paleografia e ricostruzione delle lingue sino-tibetane.
I quattro secoli dal 600 a.C. al 221 a.C. (l'anno in cui la dinastia Qin ha unificato gli ultimi feudi combattenti nel primo impero cinese) sono stati definiti l'età d'oro della letteratura e della filosofia del cinese classico. Da questo periodo fu tramandato il cinese classico, che rimase il modello scritto fino al ventesimo secolo. Alcune opere di questo periodo, come i Dialoghi di Confucio ed il Mencio sono stati considerati dal periodo Han ai giorni nostri come modelli dello stile in prosa del cinese classico. Le iscrizioni sul bronzo di quest'epoca sono numerose, ma sono superate dal numero dei testi trasmessi, scritti con inchiostro su listelli di bambù, strisce di legno e, verso la fine del periodo, su drappi di seta.
Dal momento che l'antico cinese era la lingua parlata quando furono scritte opere classiche come i Dialoghi di Confucio, il Mencio ed il Daodejing, ed era la lingua ufficiale dell'impero unificato della dinastia Qin e della duratura dinastia Han, questo idioma fu preservato per i successivi due millenni sotto forma di cinese classico, uno stile di cinese scritto che imita la grammatica ed il vocabolario dell'antico cinese come vengono presentati in quelle opere. Durante quell'epoca, il cinese classico era la lingua abitualmente utilizzata per fini ufficiali in Cina, Corea, Giappone e Vietnam. In particolare, il Vietnam era stato invaso dalla dinastia Han ed era un suo Stato vassallo; anche lo Stato di Goguryeo era stato occupato dalla Cina degli Han.
Il cinese antico imperiale, successivo al primo cinese antico (monarchico/pre-imperiale) termina nel 25 d.C., con la caduta della dinastia Han a seguito dell'usurpazione di Wang Mang, fondatore dell'effimera Dinastia Xin. Solitamente, il 25 d.C. viene indicato come data simbolica della fine del cinese antico.
In realtà, quello che resta della dinastia Han, durante un nuovo periodo di lotta tra feudi indipendenti, si è rifugiato nello Stato di Han orientale fino alla sua distruzione da parte degli altri feudi. Successivamente al 25 d.C., viene parlata una varietà di cinese antico detta "cinese degli Han orientali" (Late Eastern Han Chinese, 东汉汉语), che è stata ricostruita da Weldon Coblin e funge da ponte tra il cinese antico e il primo cinese medio. Si può pensare come una varietà di tardo cinese antico, in cui alcuni suoni del cinese antico vengono perduti e semplificati. In questo periodo, il buddismo entra in Cina e si assiste alle prime traduzioni di sutra dal sanscrito classico in cinese.
Qualora il periodo dopo la fine del primo periodo imperiale si consideri ancora "cinese antico", la caduta dello Stato di Han orientale nel 220 d.C. marca a livello simbolico la fine definitiva del cinese antico.
La variante successiva è il cinese parlato durante la Dinastia Jin, di origini mongoliche e di cui non esistono ricostruzioni. Successivamente, dal 420 al 907 si colloca il primo cinese medio (o "cinese rinascimentale") e l'inizio del Rinascimento cinese in una rinnovata epoca imperiale iniziata dalla dinastia Sui e Tang e continuata nel periodo del tardo cinese medio dalla dinastia Song.
Nel mentre, durante il periodo del cinese rinascimentale, il proto-tibeto-birmano perde la propria unità: dal proto-tibeto-birmano si è separato il proto-tibetico, cioè la prima versione di quello che oggi è il tibetano e da cui discendono tutte le altre lingue tibetiche. Il confine (solo simbolico) tra proto-tibetico e tibetano antico è l'invenzione dell'alfabeto tibetano su ispirazione di quello indiano. L'alfabeto è stato inventato qualche anno prima del 649/650. Nel 648, secondo gli Old Tibetan Annals, i tibetani fecero una spedizione in Cina per chiedere l'inchiostro e la cessione della tecnologia per la manifattura della carta. Il tibetano antico come lingua già esisteva: questo alfabeto è stato inventato proprio per trascriverlo. A commissionare l'invenzione dell'alfabeto fu Songtsen Gampo, il 33° sovrano del Tibet e il fondatore dell'Impero Tibetano, colui che introdusse il buddismo nel Tibet. Il Tibet pre-imperiale ha una serie di 32 sovrani e parte di essi sono mitologici. Tutti questi sovrani vengono indicati come facenti parte di un'unica dinastia, la Dinastia Yarlung.

### Scrittura: nascita e prima evoluzione
La scrittura cinese si conosce per la prima volta dalle iscrizioni degli ossi oracolari e dei bronzi Shang rinvenuti ad Anyang, seguite poi da altre attestazioni su diversi supporti come strisce/listelli di bambù e drappi di seta. La scrittura cinese fu inventata probabilmente molto anteriormente al 1250 a.C., sviluppandosi secondo lo stesso modello che caratterizzò i geroglifici egizi e la scrittura cuneiforme mesopotamica: i primissimi sinogrammi attestati sono infatti degli ideogrammi, cioè dei disegnini stilizzati di elementi naturali (che possono rappresentare anche concetti astratti come "avere, esistere") come un albero (木), un coltello (刀), un coltello di conchiglia (辰), il sole (日), una falce di luna (月，夕), una nuvola (云), la testa di una capra (羊), un cane (犬), una mano (手，又，彐), un occhio (目), il naso (自), il cuore (心), il piede (o entrambi i piedi 足), ecc.
La scrittura mostra poi i primi esempi di prestiti fonetici non riadattati, cioè dei caratteri che a livello ideografico indicavano un concetto ma, in base alla pronuncia identica e al contesto, ne indicavano un altro: per esempio, 其 in origine è l'ideogramma di un setaccio, ma la pronuncia qi2 era identica al pronome e aggettivo dimostrativo "questo/a/i/e", per cui l'ideogramma era impiegato per esprimere in scrittura la deissi prossimale o il rinvio a qualcosa di detto in precedenza.
Durante il periodo Qin, il numero di nuovi caratteri coniati è aumentato e, durante il cinese antico imperiale (e dunque post-monarchico) sono attestati almeno 5000 sinogrammi. In questo periodo, nascono anche i primi caratteri creati con il principio del rebus, per cui un elemento che racchiude il significato originale è affiancato a un elemento che ne suggerisce la pronuncia, detto 'chiave di lettura'. Questa struttura di coniazione dei caratteri è detta pian1pa2 (偏旁).
Infine, durante la dinastia Qin è collocabile la prima standardizzazione dei sinogrammi sotto la guida del cancelliere Li Si (280 a.C. - 208 a.C.), siccome le grafie mostravano delle varianti regionali. Nonostante il nobile obiettivo della standardizzazione fosse quella di rendere i testi più intelligibili e efficientare il funzionamento dell'enorme e neonata macchina burocratica imperiale, questa standardizzazione ha epurato le varianti arcaiche di sinogrammi risalenti al periodo pre-imperiale. Queste varianti possedevano delle informazioni sulla pronuncia pre-imperiale/pre-Qin dei sinogrammi o su una pronuncia regionale. Queste varianti sono reperite comunque in testi sopravvissuti e risalenti al periodo pre-Qin.
Gli Esami Imperiali basati sui classici curati dagli studiosi Han sono nati proprio in epoca Han per reclutare i burocrati di un impero che andava allargandosi (si pensi alla prima invasione del Vietnam, il Bac tuoc') e hanno reso la scrittura un oggetto di apprendimento prestigioso. A questa ascesa della scrittura, padroneggiata da pochi, si accompagna l'ascesa dell'arte calligrafica. Al periodo degli Han orientali risale lo Shuowen Jiezi di Xu Shen, con il primo sistema di radicali per ordinare i sinogrammi e il sistema pianpang per indicare la pronuncia. Lo Shuowen Jiezi comunque non è il primo dizionario di cinese: il primo dizionario conosciuto, sprovvisto di pianpang e radicali e organizzato in capitoli tematici, è lo Erya (尔雅), scritto tra il 300 e il 200 a.C. e accompagnato nello stesso periodo da un'espansione e rimaneggiamento, lo Xiao Erya di Kong Fu, un discendente di Confucio.
Durante il periodo del cinese degli Han orientali, è entrato il buddismo in Cina: i caratteri cinesi sono stati dunque impiegati in massa per effettuare delle traduzioni di termini dal sanscrito classico in tardo cinese antico. La prima traccia di buddismo in Cina è l'insieme di traduzioni di alcuni sutra da parte di An Shigao (安世高), del il suo discepolo An Xuan (安玄) e del collaboratore di An Xuan, Yan Fudiao (嚴佛調). Svariate traduzioni di questo trio di traduttori sono sopravvissute.

## Fonti della ricostruzione del cinese antico
In quanto le lingue ricostruite sono sempre basate sulla comparazione delle versioni più antiche di lingue attestate e sull'interpretazione dei dati e delle differenze nelle attestazioni, il cinese antico è una lingua ricostruita (relativamente alla fonologia e morfologia) attraverso l'osservazione in primis delle sue prime attestazioni durante il periodo del cinese antico, che copre sia il periodo monarchico (dinastia Shang e Zhou) che il periodo delle Primavere e Autunni, degli Stati Combattenti e del primo impero (dinastia Qin e dinastia Han).

### Fonti risalenti al primo cinese antico (monarchia, Primavere e Autunni)
Le prime fonti sono le ossa oracolari, che venivano incise con sinogrammi e messe a crepare su un braciere acceso per effettuare a pagamento le scapulomanzie, cioè predizioni sul futuro. I caratteri venivano incisi su gusci di tartaruga o, in alternativa, sulle scapole di bue, che erano un supporto ampio e liscio da incidere con uno scalpello o trapano. Quando la pratica della scapulomanzia venne abbandonata in favore dell'achilleomanzia, tutte le conoscenze sulla piromanzia, plastromanzia e scapulomanzia si estinsero. Quando le prime ossa oracolari venivano disotterrate dai contadini, durante il periodo del cinese medio, venivano reinterrate perché non si sapeva né cosa fossero, né cosa significassero i segnetti incisi. Le prime ossa oracolari risalgono al 1250 a.C. e sono del periodo Shang.
Le fonti successive sono i bronzi del periodo Shang e Zhou, ossia degli oggetti in bronzo (vasi, bacinelle, pettini, specchi e bracieri) che venivano incisi con i sinogrammi. Queste scritture erano perlopiù brevi e piene di espressioni formulaiche.
Successivamente, si contano i caratteri incisi sui testi formati da strisce/listelli di bambù rilegati. I primi libri cinesi dunque si arrotolavano e srotolavano. Siccome i listelli erano strisce piatte e sottili verticali, la scrittura procedeva dall'alto verso il basso e non dalla propria sinistra alla propria destra. La leggibilità dei listelli di bambù dipende dallo stato di conservazione dei libri che, in quanto sono fatti di legno, sono esposti in primis all'erosione data dall'umidità. Tra queste fonti, alcune sono rinomate per essere dei grandi classici della letteratura cinese sia del periodo antico che in generale: lo Shijing (il libro delle odi), lo Shujing (o "libro dei documenti"), il Lunyu (i dialoghi di Confucio o "aforismi" o "aforismario"), il Daodejing, il Mengzi, lo Zhuangzi, lo Han Feizi, il Mozi e il Sunzi (o "L'arte della guerra").
Lo Shijing, in particolare, presenta numerose rime nelle poesie al suo interno: l'individuazione di queste rime (alcune sono rimaste preservate anche in primo cinese medio) permette di usare delle parti dello Shijing come un primissimo rimario della lingua cinese. Le rime in cinese antico non danno mai informazioni sulla consonante o cluster consonantico iniziale. In generale, le rime recuperate nei testi antichi sono poche, contrariamente alle numerose rime nelle poesie Tang, che però formano la base insieme al Qieyun per ricostruire le rime in primo cinese medio (conoscere la struttura metrica e delle rime delle poesie Tang permette di individuare più facilmente le rime e i toni, per cui le poesie Tang sono un caso in cui la conoscenza della tecnica letteraria e compositiva aiuta una ricostruzione linguistica). Allo stesso modo, le rime sono numerose nelle poesie Song, che però permettono insieme a rimari più tardi di ricostruire il tardo cinese medio.
Nel cinese antico non è presente una tradizione letteraria costruita, ma ogni scrittore (e.g., ogni poeta) usava il suo dialetto nel comporre le rime, da cui si estraggono dati linguistici.

### Fonti risalenti agli Stati Combattenti e al cinese antico imperiale e tardo
Si contano poi tutti gli altri testi sopravvissuti scritti a partire dal primo periodo imperiale, dunque dal periodo Qin e Han. I caratteri coniati in questo periodo rispecchiano la pronuncia del cinese antico imperiale, dunque del periodo Qin e Han (e non del periodo Shang e Zhou, dunque del cinese antico monarchico); i caratteri cinesi totali fino al periodo Han sono almeno 5000, in base alla ricostruzione di Baxter-Sagart (2014).
Tra queste opere, si contano già in questo periodo delle fonti che danno informazioni di pronuncia: un'opera fondamentale è lo Shuowen Jiezi 说文解字 di Xu Shen 许慎 (100 d.C., scritto in epoca Han orientale, durante il periodo in cui si parlava il Cinese degli Han Orientali). L'opera è un vocabolario che raccoglie numerosi sinogrammi di cui Xu Shen, che scrive in cinese classico, spiega il significato e la lettura. Le informazioni sulla lettura vengono date attraverso l'uso di ulteriori caratteri/sinogrammi che, combinati insieme, ricostruiscono la pronuncia di ogni caratteri. Per la precisione, Xu Shen utilizza un metodo detto fanqie, lo stesso usato in primo cinese medio nel Qieyun e Guangyun e in tutti gli altri grandi dizionari del cinese prima dell'invenzione dell'IPA, del Wade-Giles e del pinyin, cioè dei due sistemi di romanizzazione del cinese. Nel fanqie, il primo carattere indica la consonante iniziale, mentre il secondo carattere indica sia il nucleo del sinogramma (ovvero la vocale o dittongo o trittongo) che l'eventuale coda. Xu Shen è anche l'inventore del primo sistema di radicali, i radicali Shuowen, usati per classificare i sinogrammi nei dizionari fino all'invenzione dei radicali Kangxi.
Nonostante la grandiosità dell'opera, lo Shuowen Jiezi va letto con spirito critico siccome Xu Shen descrive perlopiù i sinogrammi secondo lo stile del Piccolo Sigillo (Xiaozhuàn 小篆) e secondo la prima standardizzazione avvenuta nel periodo Qin, all'inizio del primo periodo imperiale della Cina. Dunque, Xu Shen ha consultato i caratteri standard e non ha mai consultato le piastre di tartaruga e scapole di bue del periodo Shang e Zhou, che erano andate perdute insieme a tutta la conoscenza sulla piromanzia, plastromanzia e scapulomanzia. Xu Shen non ha nemmeno consultato i bronzi Shang e Zhou, ormai seppelliti e perduti insieme alle ossa oracolari fino ai secoli più recenti: i relativi corpora di caratteri (甲骨文 e 金文), di cui oggi esistono i dizionari cartacei e online e gli studi paleografici e filologici, erano inaccessibili.
Pertanto, i caratteri presi in considerazione da Xu Shen spesso non sono le proto-forme/versioni originali, ma sono una standardizzazione posteriore del periodo Qin che contiene già delle stilizzazioni fuorvianti, dei componenti aggiunti o delle disposizioni dei componenti alterate rispetto alla disposizione originale. Xu Shen in dei punti commette degli errori nell'interpretazione o nella suddivisione del carattere per indicare il carattere e la chiave di lettura per la pronuncia, che riflette la sua varietà di cinese (alcune varianti dei caratteri sono varianti popolari o dei rimaneggiamenti delle chiavi di lettura per riflettere dei cambiamenti nella pronuncia tra la prima fase del cinese antico e il cinese degli Han Orientali o le varietà del periodo Qin).
L'opera di Xu Shen è però stata arricchita con degli ottimi commentari che glossano il testo. Il più famoso è quello di Duan Yucai, scritto nell'arco di oltre 30 anni e pubblicato nel 1815 (periodo Qing) e di ottima qualità, nonostante nemmeno lui abbia consultato le ossa oracolari e i bronzi. Alcune glosse correggono delle informazioni di Xu Shen o le arricchiscono.
In generale, si evince che lo Shuowen Jiezi va letto e consultato con un sano spirito critico, nonostante i suoi pregi indiscussi. Per esempio, va affiancato alle versioni sulle ossa e sui bronzi, ai commentari, alle varianti dei caratteri (in cui abbastanza spesso restano cristallizzati degli elementi antichi o la disposizione originale dei componenti) e a degli studi paleografici e filologici (non etimologia folk o mnemotecnica) che si intrecciano con storia, archeologia e conoscenze basilari per esempio di tecniche di agronomia, se si pensa ad esempio alla coltivazione del grano, del riso e alla loro lavorazione (la derivazione etimologica delle parole a partire dai suffissi e prefissi morfologici del cinese antico è un altro tipo di ricostruzione che a volte si può intrecciare con quella di stampo paleografico, cioè incentrata sulla grafia).
Un'altra fonte del periodo è il Fangyan, in cui sono elencate le pronunce locali di un carattere, e lo Shiming (释名) attribuito a Liu Xi (劉熙) del 200 d.C. circa, periodo in cui la caduta dello Stato di Han orientale era ormai prossima. Alla pari dello Shuowen Jiezi, lo Shiming riflette la pronuncia del cinese degli Han orientali.
Altre fonti sono le trascrizioni di prestiti stranieri derivati dal sanscrito classico e riferiti alla religione buddista, arrivati nel cinese già durante il periodo del cinese degli Han orientali grazie alle prime traduzioni. Per esempio, Pulleyblank ha dimostrato come la tonogenesi in primo cinese medio deriva dalla perdita di un paio di suoni a fine sillaba osservando la pronuncia e adattamento dei prestiti sanscriti in cinese; inoltre, tramite la traslazione in cinese di questi prestiti e il riflesso di alcune sillabe in cinese medio che in cinese antico non erano state colpite da palatalizzazione, è stato tra i primi a postulare la distinzione in cinese antico tra sillabe di tipo A e sillabe di tipo B: quelle di tipo A avevano una pronuncia particolare che ha impedito la palatalizzazione in primo cinese medio, caratteristica che Jerry Norman ha attribuito per primo alla faringalizzazione.
Oltre a tutte queste opere, nelle glosse e commenti posteriori di opere letterarie antiche effettuate da studiosi del tempo si possono trovare informazioni sulla lettura corretta di un carattere, oltre a altre informazioni di altra natura. Molti dei commenti scoperti finora che si occupano di dare informazioni sulla pronuncia corretta o originale di un carattere con l'ausilio di altri caratteri ancora risalgono al periodo del cinese degli Han Orientali. Quindi, sono state effettuate da studiosi che parlavano varietà di tardo cinese antico.
Questo corpus di fonti risalenti al periodo del cinese antico monarchico, delle guerre tra feudi, imperiale e tardo viene periodicamente arricchito da nuove scoperte archeologiche. Una delle più grandi scoperte archeologiche che hanno avuto un profondissimo impatto sulla ricostruzione del cinese antico è il corpus di ritrovamenti dell'ottobre 1993 nelle grotte di Guodian (郭店), nello Hubei: in una di queste grotte, usata come tomba di uno scolaro nobile e precettore del principe Heng (che sarebbe poi diventato uno degli ultimi re del regno indipendente di Chu in lotta con il regno di Qin), sono testi pieni di parole e di forme di scrittura dei sinogrammi su listelli di bambù e drappi di seta, risalenti al tardo periodo degli Stati Combattenti, dunque all'immediato periodo pre-Qin. In totale, emersero 804 listelli di bambù, tra cui la prima copia parziale sopravvissuta del Daodejing e alcune copie di stralci di altre opere classiche cinesi confuciane e taoiste forse usate come materiale didattico selezionato. Il corpus di ritrovamenti è stato sottoposto a restauro e pubblicato nel maggio 1998. Queste scoperte, oltre a coprire il periodo pre-imperiale e pre-standardizzazione dei sinogrammi, hanno arricchito il repertorio di caratteri attestati sulle ossa oracolari e sui bronzi Shang e Zhou e hanno permesso di ritrovare scritture non brevi e formulaiche e che trattavano argomenti disparati.
Siccome tali scoperte archeologiche avvengono in continuazione, nessuna ricostruzione del cinese antico è veramente "definitiva" siccome alcuni errori vengono corretti, nuove teorie vengono proposte, vecchie lacune vengono finalmente colmate e nuovi interrogativi vengono aperti. Peraltro, molti dati sulle varietà del cinese antico sono andati persi e nemmeno un gran numero di ritrovamenti le potrà riportare alla luce.

### Il proto-Min e il proto-Bai
Il proto-Min (原始闽语, pMin) è una proto-lingua antenata di tutti i dialetti Min cinesi. Questa proto-lingua, pure se è il capostipite di una famiglia di dialetti, è importante per ricostruire il cinese antico siccome è la più antica famiglia di dialetti cinese conosciuta e discende direttamente dal cinese antico.
Il proto-Min ha iniziato a separarsi dal cinese antico imperiale e svilupparsi nel territorio di Minyue una volta che fu conquistato dall'Imperatore Han insieme a Nanyue. La conquista risale al 110 a.C. L'area in questione poi fu oggetto di migrazioni, come nel 311 d.C., dopo il disastro di Yongjia (永嘉之乱), quando Luoyang (nello Henan) fu saccheggiata dagli Xiongniu. A partire grossomodo da questa data e con il passare del tempo, il proto-Min si suddivise in più sottofamiglie, tra cui il Minnan (闽南), a cui appartengono i dialetti hokkien (e.g. l'Amoy e l'hakka). Le iniziali del proto-Min sono state ricostruite da Jerry Norman nel 1974 insieme al sistema numerale.
Un file contenente le corrispondenze tra le consonanti iniziali del cinese antico (Baxter-Sagart, 2014) e le iniziali in proto-Min, in vietnamita e in proto-Hmong Mien è stata scritta da Baxter, Sagart e Mathieu Beaudouin e pubblicata nel 2021.
Anche la lingua Bai (白语), parlata dall'omonima etnia nello Yunnan, discende direttamente dal cinese antico, secondo una delle ipotesi più citate; ad ogni modo, la sua classificazione come lingua sino-tibetana è approvata. La lingua Bai oggi è un insieme di almeno 4 dialetti che derivano tutti da un'unica lingua, il proto-Bai. Secondo Sergei Starostin (1995), il proto-Bai si è separato dal cinese antico imperiale nel II° secolo a.C., durante la dinastia Han, e nelle fasi antiche ha usato un set di sinogrammi modificati come forma di scrittura detti bówén (僰文). L'uso del bowen comunque è attestato relativamente tardi, dal periodo di Nanzhao (un regno presente nell'odierno Yunnan popolato dai Bai e dagli Yi, di etnia lolo) fino alla dinastia Ming, che invase e conquistò lo Yunnan; quindi, l'uso attestato va dal 738 al 1644. La lingua Bai originale comunque è stata pesantemente influenzata dai prestiti dei vari dialetti del cinese medio, del primo mandarino e del mandarino medio lungo gran parte della sua esistenza, per cui il Bai antico e originale derivato dal cinese antico si ricostruisce individuando e isolando tutti i substrati cinesi lungo la storia del Bai. Questi substrati sono riconoscibili siccome i prestiti cinesi successivi al cinese antico hanno caratteristiche fonetiche diverse e peculiari rispetto al cinese antico. La ricostruzione del Bai antico è problematica non solo per la difficoltà a isolare i substrati cinesi dal Bai, ma per la scarsa attestazione del Bai. La prima individuazione di 250 parole Bai, imparentate con il cinese antico, risale a Wang (2006), mentre una dissertazione sulla ricostruzione del proto-Bai è di Feng Wang (2019).
Gli altri dialetti invece discendono dal primo cinese medio e due grandi esempi sono il cantonese, di famiglia Yue, e lo shanghainese, di famiglia Wu. Sono utili per ricostruire il primo cinese medio ma, una volta che il primo cinese medio è stato ricostruito, non sono più utili a ricostruire il cinese antico.

### Fonti risalenti al primo cinese medio
Le ultime due fonti che permettono di ricostruire il cinese antico sono il Qieyun di Lu Fayan del 601 d.C. (la prima versione sopravvissuta è una riedizione di Wang Renxu del 706, scoperta nel 1940) e il Guangyun, un'espansione del Qieyun risalente al 1008. Queste due fonti permettono di ricostruire il primo cinese medio, che è la fase linguistica appena successiva al tardo cinese antico.
Il primo cinese medio è ricostruibile grazie alla disponibilità di tali rimari, alla disponibilità di dialetti cinesi conservativi (e.g., cantonese e shanghainese, rispettivamente un dialetto Yue e Hu) e grazie ai prestiti sino-xenici, cioè ai prestiti in lingue non-sinotibetane limitrofe avvenuti durante il cinese medio (e.g., prestiti in giapponese, coreano e vietnamita quando ormai non erano più proto-lingue); la ricostruzione del primo cinese medio, di cui la più importante è quella di Baxter (2011), ha un largo consenso in particolare sulle consonanti iniziali e finali. Il cantonese e lo shanghainese sono consultabili attraverso dizionari di dialetti, fermo restando che questi due dialetti sono prestigiosi al punto tale che si possono trovare delle grammatiche per l'apprendimento; il cantonese, uno dei dialetti Yue, deriva dal proto-Yue, di cui peraltro esiste una ricostruzione delle vocali da parte di Karen Huang (2009) raffinata da Georg Orlandi (2020) che permette dunque di allacciarsi a una dizione più arcaica. Il proto-Yue per la precisione si formò durante una massiccia emigrazione cinese nel Guangdong per sfuggire ai massacri durante la rivolta di Huang Chao (黄巢) e Wang Xianzhi (王仙芝) contro i Tang e le guerre delle Cinque Dinastie (874-884; 907-979). Quindi si è iniziato a formare a cavallo tra il Primo Cinese Medio e il Tardo Cinese Medio. Il primo dizionario di cantonese seicentesco, scritto dopo il 1644 (all'inizio della dinastia Qing) e con la 1ª edizione sopravvissuta risalente al 1782, è il Jianghu Chedu Fenyun Cuoyao Heji, 江湖尺牘分韻撮要合集. Il libro deriva dall'unione di due opere, 江湖尺牍 e 分韵撮要, scritti rispettivamente da Yu Xuepu, 虞學圃 e Wen Qishi, 溫岐石. Il nome 江湖 ("fiumi e laghi") indica che l'opera era pensata come comoda da portarsi dietro nei viaggi. Questo dizionario è stato usato da Samuel Wells Williams per scrivere il Syllabic Dictionary of the Chinese Language del 1874.
La pronuncia nel Qieyun è comunque confezionata ad hoc e artificiale: è un compromesso tra le varietà del nord e del sud per poter comporre e declamare le poesie e i classici in modo "corretto", seguendo le rime giuste e secondo elementi di una tradizione stabilita (che poteva anche essere scorretta). Inoltre, è una pronuncia comunque evoluta rispetto al cinese antico e al cinese degli Han orientali; questa pronuncia presenta anche delle convergenze in pronuncia di singrammi che in cinese antico avevano pronunce diverse. I dialetti Min e l'Hakka ritengono delle distinzioni perse per i merger in Primo Cinese Medio, insieme ai dialetti Waxiang e Xianghua, parlati nell'Hunan; pertanto, i dati provenienti da questi dialetti permettono di individuare dei merger che, se non fossero individuati, porterebbero a pensare che la pronuncia di due o più caratteri in cinese antico fosse identica.
A queste fonti, si aggiungono i prestiti in particolare dal sanscrito classico nel cinese degli Han orientali e in primo cinese medio attraverso il Tibet: le scelte di adattamento di tali prestiti hanno dimostrato le teorie sulla tonogenesi in primo cinese medio e la divisione in cinese antico in sillabe di tipo A e di tipo B (quelle di tipo A probabilmente sono colpite da faringalizzazione per bloccare la palatalizzazione in primo cinese medio). La disponibilità di questa fonte si intreccia con la Storia della Cina antica in merito all'ingresso del buddismo in Cina: la prima testimonianza risale proprio al periodo del cinese degli Han orientali, in cui An Shigao (安世高) e il suo discepolo An Xuan (安玄) tradussero i primi sutra buddisti dal sanscrito classico in cinese classico.
Tutte le altre tavole di rima successive alle due citate in precedenza rappresentano il tardo cinese medio, largamente irrilevante nella ricostruzione del cinese antico.

### Fonti non cinesi
Le fonti che permettono di ricostruire il cinese antico non sono necessariamente cinesi: infatti, le lingue limitrofe al primo impero cinese hanno attinto dei prestiti dal cinese quando era allo stadio del cinese antico imperiale, per cui tali prestiti formano un substrato appartenente al cinese antico imperiale che contiene informazioni e indizi sulla pronuncia originale. In primis, di ogni lingua si individua il substrato, dopodiché si ricostruisce la forma originale del prestito, siccome la pronuncia del prestito può essere evoluta nell'arco dei secoli. Ai tempi in cui era parlato il cinese antico, tutte queste lingue non erano ancora sviluppate ed erano allo stadio di proto-lingue.
Un esempio di gruppo di lingue che ha attinto a dei prestiti durante il cinese antico imperiale è il gruppo "Vietic", cioè il gruppo a cui appartengono il vietnamita, il Muong e altre lingue parlate in Vietnam e Laos. La loro proto-lingua si chiama "Proto-Viet-Muong", a sua volta parte della famiglia delle lingue Mon-Khmer, un gruppo di lingue austroasiatiche da cui deriva il cambogiano. I primi contatti con i vietnamiti, quando ancora la lingua vietnamita non esisteva, sono avvenuti proprio con l'Appartenenza al Nord (cioè il primo Bac thuoc, l'invasione del regno di Nanyue da parte della Cina Han). Da questi prestiti di Old Chinese in vietnamita (molti altri risalgono al Primo Cinese Medio), si possono ricavare informazioni sulla modulazione tonale antica, da cui a loro volta si ripescano informazioni sulla tonogenesi dall'Old Chinese.
Anche le lingue Hmong-Mien (o Miao-Yao), da cui deriva la lingua dell'etnia Miao, ha ricevuto prestiti dall'Old Chinese con caratteristiche talvolta più arcaiche e conservative rispetto a quelli delle lingue vietiche e del Proto-Min. Di essa è stata ricostruita la proto-lingua, il Proto-Hmong-Mien (Martha Ratliff, 2010); Ratliff ha ricostruito pure il Proto-Hmongico e il Proto-Mienico.
Un file contenente le corrispondenze tra le consonanti iniziali del cinese antico (Baxter-Sagart, 2014) e le iniziali in proto-Min, in vietnamita e in proto-Hmong Mien è stata scritta da Baxter, Sagart e Mathieu Beaudouin e pubblicata nel 2021.
Anche le lingue Kra-Dai, a cui appartiene il thailandese, hanno ricevuto prestiti dal cinese antico: i Thai avevano contatti con i cinesi fin dalla nascita di Nanyue. Anche della lingue Kra-Dai esistono le ricostruzioni, e.g. Proto-Kra (Ostapirat, 2000) e Proto-Tai (Pittayaporn, 2009). Alcuni paragoni da Baxter-Sagart sono effettuati con la lingua Lakkia/Lakkja, una lingua Kra-Dai parlata nel Guangxi (Cina meridionale) dagli Yao, migrati in origine nel Guangxi da est; tale lingua discende dal Proto-Lakkia, ricostruito da Luang-Thongkum (1992).
Il proto-tibeto-birmano (PTB), per quanto sia disponibile la sua ricostruzione (Matisoff, 2003; STEDT), è una lingua separatasi dal proto-sino-tibetano: non è direttamente imparentata con cinese antico siccome non vi discende, ma è una proto-lingua che si è separata a parte rispetto al cinese antico.
Il proto-sino-tibetano (PST) è inutilizzabile per ricostruire il cinese antico siccome è la ricostruzione permessa solo dall'esistenza già in partenza del cinese antico (o nel caso migliore del proto-cinese) affiancata alla ricostruzione del PTB.
Infine, si nota come le fonti che permettono di ricostruire il cinese antico sono tutte fonti senza un alfabeto. Solo il primo cinese medio si può ricostruire con fonti dotate di un alfabeto, che però sono non cinesi: essi sono il kana giapponese (nato da una stilizzazione dei sinogrammi e usato nel furigana), l'hangeul coreano (promulgato dal re Sejong il Grande della dinastia Joseon nell'ottobre 1446 e usato anche per compilare dizionari di sinogrammi e glosse) e l'alfabeto portoghese usato per trascrivere il vietnamita. Quest'ultimo fu confezionato da Alexander de Rhodes per pubblicare nel 1651 il suo dizionario di vietnamita-latino. La prima opera che tratta il cinese con un alfabeto latino è il dizionario cinese-portoghese (Dicionário Português-Chinês) di Michele Ruggieri, Matteo Ricci e un cinese il cui nome europeizzato è Sebastiano Fernandez; risale al 1583-1588 ed è stato riscoperto nel 1934 e pubblicato solo nel 2001 a cura di John W. Witek. Dunque, quest'opera è eccessivamente tarda rispetto sia al cinese antico che al cinese medio siccome risale al periodo Ming e dunque al mandarino medio.

## Storia della ricostruzione del cinese antico
La ricostruzione dei caratteri dell'antico cinese cominciò quando Chen Di (1541–1617) della tarda Dinastia Ming dimostrò che il cinese antico dovesse avere un proprio sistema fonetico diverso dal mandarino medio, ovvero la varietà di cinese parlata durante il periodo Ming. Scrisse dunque il Máoshī Gǔyīn Kǎo (毛詩古音考) e il Qūsòng Gǔyīnyì (屈宋古音義), in cui tentò di ricostruire la pronuncia antica di 650 sinogrammi attraverso la prima individuazione e analisi dei pattern di rima dello Shijing e di altri antichi testi contenenti alcuni versi in rima al tempo del cinese antico come lo Yijing e le poesie di Qu Yuan; tali rime che tuttavia si erano perse con l'evoluzione del sistema fonetico della lingua cinese. Chen Di nel Maoshi Guyin Kao fu anche il primo a suggerire che il cinese antico non avesse i toni, per cui la tonogenesi è un processo posteriore al cinese antico. Nella prefazione del suo lavoro, Chen Di scrisse una frase famosa: "C'è il tempo passato e presente, c'è il nord e il sud; i caratteri hanno un'evoluzione, i suoni hanno mutazioni, questa tendenza è decisamente inevitabile" (蓋時有古今，地有南北；字有更革，音有轉移，亦勢所必至).
Gu Yanwu (1613-1682) della Dinastia Qing, ispirato dalla dimostrazione di Chen Di, divise i suoni della lingua cinese in dieci gruppi di rima detti yùnbù (韵部) e inaugurò la ricostruzione classica delle rime, basata sull'osservazione del nucleo/cuore della sillaba, "vocale+consonante finale (eventuale)". Altri studiosi Qing seguirono le orme di Gu, raffinando la divisione. Alcuni esempi sono Jiang Yong (1681-1762), Duan Yucai (1735-1815), Wang Niansun (1744-1832) e Jiang Yougao (?-1851): essi hanno iniziato a individuare le rime nelle opere risalenti al cinese antico e le hanno interpretate in base al Guangyun (primo cinese medio). Sono state trovate molte corrispondenze, ma alcune irregolarità al tempo sono rimaste inspiegate siccome questi studiosi si accorsero tra i primi che alcune sillabe in rima non erano più in rima, mentre alcune sillabe non in rima per delle convergenze/merger erano diventate accidentalmente in rima, creando dunque false rime. Wang Niansun e Jiang Yougao, nonostante l'intuizione di Chen Di che il cinese antico non fosse una lingua tonale, erano inoltre convinti che il cinese antico fosse in realtà tonale e che dunque i 4 toni del primo cinese medio fossero un'eredità diretta del cinese antico, che aveva già i 4 toni del cinese medio. Il più grande studio sulla ricostruzione classica delle rime è quello di Wang Li (1937), che identificò trenta gruppi di rime.
Successivamente nel 1899, nell'ultimo periodo dell'impero Qing, lo studioso Wang Yirong identificò per primo i caratteri sulle ossa oracolari come gli antenati dei caratteri cinesi descritti da Xu Shen nello Shuowen Jiezi e riportati nello stile del Piccolo Sigillo. Infatti, durante il periodo Qing, le ossa oracolari venivano saltuariamente disotterrate e, invece di venire reinterrate, venivano vendute per essere ridotte in polvere di osso e ingerite come cura secondo la medicina tradizionale cinese. Wang Yirong non poté iniziare uno studio serio delle ossa oracolari siccome si suicidò nel 1900, a seguito di una rivolta fallita in cui era stato coinvolto.
Successivamente, Liu E (noto anche come Tieyun) raccolse 5000 ossa oracolari, identificò i primi 34 sinogrammi e pubblicò la prima collezione di illustrazioni di 1058 ossa oracolari nel 1903, Tieyun Canggui (鐵雲藏龜, lett. "la raccolta di tartarughe di Tieyun"). A seguito di questa pubblicazione, si diffuse la fama delle ossa oracolari nel mondo e i ricercatori iniziarono a preservare e vendere le ossa oracolari ritrovate, oltre a creare dei falsi che comunque oggi si possono individuare grazie alla datazione al carbonio.
Nel 1928, la provenienza di gran parte delle ossa oracolari venne identificata a Anyang (Henan), dove era presente l'antica capitale del periodo Shang, la città di Yin. Gli scavi vennero diretti dal 1928 al 1937 da Li Ji, un membro dell'Academia Sinica. In totale, vennero riportati alla luce oltre 150.000 ossa oracolari.
Nel 1930, Henri Maspero propone che il cinese antico fosse una lingua dotata di morfologia e intraprende il primo studio della morfologia del cinese antico in Préfixes et dérivation en chinois archaïque.
Nel 1954, André-Georges Haudricort ha pubblicato "De l'origine des tons en vietnamien", in cui illustra come la tonogenesi in vietnamita è avvenuta a seguito della caduta a fine sillaba di uno stacco glottale/colpo di glottide e di un'antica *-s, prima lenitasi in *-h per debuccalizzazione e infine caduta. Nonostante questo paper parlasse del vietnamita, i risultati sono poi stati estesi al cinese antico, che ha una struttura sillabica molto simile al vietnamita.
Successivamente, il sinologo svedese Bernhard Karlgren fu il primo a ricostruire il cinese antico (che lui chiamò "cinese arcaico") con l'alfabeto latino e i metodi della linguistica comparata, che si era affermata in Europa e che aveva permesso di condurre gli studi classici su proto-lingue come il proto-indo-europeo (PIE) e le proto-lingue da esso discendenti. Fu poi il primo a pubblicare una ricostruzione dell'intero inventario di suoni del primo cinese medio. La sua opera più importante è il Grammata Serica Recensa (1957), un dizionario etimologico che offre la pronuncia ricostruita in cinese antico e primo cinese medio di numerosi sinogrammi. Nonostante il peso storico di Karlgren sia indiscusso, la sua ricostruzione è comunque oggi abbondantemente superata: infatti, Karlgren sembra avere ignorato la scoperta di Haudricourt in vietnamita, estendibile al cinese antico per spiegare la tonogenesi (per cui il cinese insieme ai suoi dialetti è diventato una lingua tonale). Pertanto, Karlgren ha ricostruito la tonogenesi basandosi su un vastissimo inventario di vocali, quando invece il cinese antico ne ha solo 6 e sarebbe bastato postulare in partenza la presenza di uno stacco glottale di un'antica *-s a fine sillaba. Inoltre, Karlgren non ha potuto fruire né dei ritrovamenti inestimabili di Guodian né ha consultato i dialetti Min o una ricostruzione del proto-Min. Riguardo al primo cinese medio, anche questa sua ricostruzione è stata superata siccome non ha consultato i dati reperibili dai dialetti cinesi conservativi (e.g., cantonese e shanghainese) e dalla pronuncia dei sinogrammi indicata nelle opere più antiche nelle lingue sino-xeniche (giapponese, coreano e vietnamita).
Un'altra ricostruzione storica importante ma superata è la ricostruzione del cinese antico di Li Fang-Kuei, pubblicata negli Anni '70 e basata su una revisione della ricostruzione di Karlgren.
Nel 1974, Jerry Norman pubblica una ricostruzione dei suoni del proto-Min ed è stato il primo studioso a postulare l'esistenza di tratti fonetici rari nel cinese antico come la faringalizzazione di alcune consonanti iniziali.
Edwin George Pulleyblank grossomodo tra gli Anni '60 e gli Anni '80 ha poi costruito un quadro ragionevolmente completo delle strutture fonologiche e morfologiche del cinese antico; ha anche effettuato una ricostruzione del cinese medio pubblicata nel 1984. La sua ricostruzione delle consonanti iniziali in cinese antico si basa sulla ricostruzione delle consonanti finali abbinata all'ipotesi di Pulleyblank che la serie dei 22 «tronchi celesti» e «rami terrestri» (ganzhi) rappresentavano in origine un repertorio esaustivo e non ripetitivo delle consonanti nella lingua. I tronchi celesti e rami terrestri dunque non sarebbero dei segni utili a misurare il tempo. Secondo l'ipotesi di Pulleyblank, il valore fonetico dei sinogrammi che indicano i ganzhi può essere fatto risalire almeno alle iscrizioni nelle ossa oracolari del periodo Shang, dunque al cinese antico monarchico. Lo stesso Pulleyblank nel 1962 ("The Consonantal System of Old Chinese, part 2") ha dimostrato attraverso l'analisi dell'adattamento e pronuncia di prestiti dal sanscrito classico in cinese che la tonogenesi del vietnamita è analoga a quella del primo cinese medio. Infine, sempre Pulleyblank è stato tra i primi studiosi a introdurre la distinzione in sillabe di tipo A e sillabe di tipo B in cinese antico nel 1977-1978 sempre attraverso l'osservazione della trascrizione di prestiti stranieri (le sillabe di tipo A, che non sono colpite da palatalizzazione in primo cinese medio, sarebbero pronunciate accompagnate da una faringalizzazione già postulata da Norman).
Nel 1983, Weldon South Coblin ha ricostruito il cinese degli Han orientali (parlato grossomodo dal 25 al 220) e raccolto numerose glosse linguistiche di questo periodo, contributo che si aggiunge ai numerosi contributi precedenti di William Arthur Dobson; tuttavia la sua ricostruzione ha fatto uso della ricostruzione del cinese antico e primo cinese medio di Li Fang-Kuei; in particolare, la sua ricostruzione del cinese antico è oggi superata. Le più grandi innovazioni di questa variante a metà tra il cinese antico imperiale e il primo cinese medio sono la perdita dei cluster consonantici e le prime palatalizzazioni di suoni velari e dentali. Inoltre, mostra la prima grande diffusione di vocaboli bisillabici invece che monosillabici, resi necessari dalle cadute di suoni che rendevano le sillabe troppo simili tra loro. Si diffonde anche l'uso dei classificatori e della sillaba shi4 是 usata come verbo copulativo (che comunque veniva ancora negato con la sillaba fei1 非 e non con bu2 不). La ricostruzione non è esente da ulteriori problemi siccome la ricostruzione del proto-Min (nato intorno al 110) mostra palatalizzazioni di suoni velari, ma non di suoni dentali: se la ricostruzione del proto-Min è corretta, durante il cinese degli Han orientali non era ancora avvenuta la palatalizzazione di suoni dentali.
Nell'ottobre 1993, sono avvenuti i celeberrimi ritrovamenti di testi pre-Qin in una delle grotte usate come tombe a Guodian. Nello stesso anno, nel sito di Anyang, sono stati effettuati nuovi scavi che hanno riportato alla luce 1608 frammenti di osso, di cui 579 con iscrizioni. Siccome le ossa riportavano correttamente i nomi degli ultimi 9 re dello Stato di Shang e questa cronologia combacia con quella descritta dallo storico Han Sima Qian, è stata l'ennesima conferma dell'esistenza della Dinastia Shang (di contro, l'esistenza della Dinastia Xia, la mitica prima dinastia cinese di monarchi, non ha ancora attestazioni dirette).
Nel 1997, Pan Wuyun in "On Laringals" formula la teoria delle uvulari in cinese antico, che introduce per la prima volta le consonanti uvulari e labiouvulari (ovvero uvulari labializzate) nel possibile inventario di consonanti iniziali del cinese antico.
Nel 2003, James Matisoff pubblicò un handbook contenente una ricostruzione del proto-tibeto-birmano, un'opera monumentale basata su un raffinamento della ricostruzione di Paul Benedict (1942) che si affianca alla ricostruzione del cinese antico di Baxter (1992) e delle altre proto-lingue sinotibetane e permette di ricostruire il proto-sino-tibetano (PST).
Infine, la ricostruzione più aggiornata e innovativa del cinese antico è la ricostruzione di William Baxter e Laurent Sagart, pubblicata nel 2014 nel libro "Old Chinese: a New Reconstruction". Questa ricostruzione soppianta quella di Baxter del 1992 ed è impreziosita in particolare dall'uso dei testi pre-Qin riportati alla luce a Guodian e degli ultimi sviluppi sulle lingue proto-tibeto-birmane. La pubblicazione di questa nuova ricostruzione è affiancata alla pubblicazione dello STEDT nel 2015: lo STEDT è un database a cura di James Matisoff che ha pubblicato una ricostruzione del proto-sino-tibetano attraverso la ricostruzione del cinese antico di Baxter (1992); tuttavia, non ha fatto uso della ricostruzione del 2014.

## La ricostruzione del cinese antico Baxter-Sagart (2014)

### Introduzione
La ricostruzione Baxter-Sagart è frutto della collaborazione di entrambi gli autori (pubblicavano paper scritti a due mani già dal 1998).
Nella loro ricostruzione, Baxter-Sagart spiegano che il cinese antico che ricostruiscono si ferma alla Dinastia Qin (nella ricostruzione è anche illustrata la pronuncia di caratteri attestati a partire dalla Dinastia Qin e coniati probabilmente in quel periodo; se sono stati coniati in quel periodo, riflettono una pronuncia del periodo Qin e non del periodo monarchico/pre-Qin. Pertanto, la loro ricostruzione esclude la prima fase della Dinastia Han e il cinese degli Han orientali e copre almeno 5000 sinogrammi attestati dal 1250 a.C. fino alla fine della dinastia Qin. La ricostruzione Baxter-Sagart, a cui si assommano alcuni paper che approfondiscono degli argomenti, si spingono fino alle prime tracce di scrittura (1250 a.C.) e alla spiegazione di un tratto fonologico anteriore al 1250 a.C. appartenente al cinese antico (e non al proto-cinese); tale fenomeno è una spiegazione che cerca di ricostruire la nascita della faringalizzazione nelle consonanti/sillabe di tipo A, cioè quelle dotate di un certo tipo di enfasi interpretato in più modi dagli studiosi (le sillabe non enfatiche sono dette "tipo B"). La nascita della farigalizzazione non è comunque datata precisamente da Baxter.
L'ultima ricostruzione più aggiornata risale al settembre 2014.
Per la prima volta, una ricostruzione formula ipotesi da essere testate contro i dati, tale per cui dunque va oltre i soli dati pervenuti. Tale approccio non è mai stato usato in passato e non è l'approccio della ricostruzione di Baxter del 1992, che è stata abbandonata e rifatta. Se i dati a disposizione o scoperti sono in accordo con le loro ipotesi, gli autori non hanno la pretesa di avere ragione, ma spiegano che la direzione proposta dalla ricostruzione è quella giusta; la visione è dunque non assolutista. In sintesi, Baxter-Sagart partono da un approccio tradizionale per poi formulare ipotesi da testare contro i dati/future scoperte (approccio non più solo induttivo/empirico, ma anche deduttivo).
La ricostruzione Baxer-Sagart fa uso del substrato di cinese antico imperiale ritrovato sotto forma di prestiti nelle lingue Vietic (vietnamita, muong e altre lingue parlate in Vietnam e Laos), le lingue Homng-Mien/Miao-Yao (e.g., la lingua Lakkia/Lakkja) e le lingue Kra-Dai (e.g., thailandese); siccome i prestiti sono entrati in tali lingue durante il periodo del cinese antico, sono entrati nel momento in cui queste famiglie linguistiche erano allo stadio di proto-lingue. Il proto-tibeto-birmano/PTB (ricostruito da Benedict e rifinito da Matisoff, 2003) non viene usato per testare la ricostruzione e le ipotesi formulate in cinese antico siccome è una lingua che non discende direttamente dal proto-cinese (dunque una varietà di cinese antico o una nuova lingua come la lingua Bai) ma vi si affianca; è possibile solo fare qualche parallelismo per confermare una ricostruzione in cinese antico, ma gli autori non ne eseguono. La ricostruzione dei due autori fa anche riferimento al proto-Min, differentemente da quella di Karlgren, che si era fermato allo Shijing, a qualche rimario, alle fonti Qing lette con scarso spirito critico e ha ignorato i substrati di cinese antico e i prestiti da altre lingue come il sanscrito.
Baxter-Sagart riprendono in pieno la tonogenesi secondo il modello vietnamita: il presupposto di partenza è che il cinese antico era atonale. Ricostruiscono anche nel dettaglio il sistema di prefissi e suffissi, a cui i primi autori hanno prestato poca attenzione; di contro, hanno puntato troppa attenzione alla ricostruzione dei suoni e alla grammatica scritta, per cui esistono già numerose grammatiche che illustrano come funziona la sintassi del cinese classico/Wenyan. Questa varietà letteraria comunque è successiva al cinese pre-classico, usato nelle ossa oracolari e nei bronzi Shang e Zhou).
Infine, un'altra grande differenza con il metodo tradizionale è l'utilizzo cauto delle informazioni nello Shuowen Jiezi di Xu Shen: per quanto parli di pronuncia dei singoli caratteri, l'autore è di epoca Han (il libro è stato scritto intorno al 100 d.C.) ed è vissuto durante il periodo in cui ormai si parlava il Cinese degli Han Orientali (in più, siccome Xu Shen non ha consultato le ossa oracolari siccome non erano ancora tornate alla luce dal sottosuolo e commette degli errori nell'interpretazione dei caratteri, a loro volta evoluti in grafia e senza più le preziose varianti regionali in scrittura e pronuncia).
I due autori sfruttano i più recenti e grandi ritrovamenti archeologici, come quelli effettuati a Guodian (郭店) nell'ottobre 1993: sono pieni di parole e di forme di scrittura scritte su listelli di bambù e seta e precedenti alla Dinastia Qin, in cui è avvenuta una prima standardizzazione dei caratteri, e sono scritti in cinese pre-classico e non contengono solo scritture brevi e formulaiche.

### Rapporto tra ricostruzione fonologica e paleografica
Tutto quello che è stato detto finora riguarda nello specifico la ricostruzione della pronuncia, della morfologia e dell'origine etimologica di una parola, che sono tre filologie di base diverse da quella dell'origine e evoluzione grafica di un carattere dalle prime attestazioni nelle ossa oracolari e bronzi fino alla versione tradizionale nello Shuowen Jiezi o nel periodo del cinese medio fino alla semplificazione del periodo maoista (e.g., ricostruzione filologica dei sinogrammi più diffusi). Infatti, se si studia tutta l'evoluzione grafica dei caratteri dalle ossa oracolari alla semplificazione della metà Novecento, si sta facendo un'operazione non di filologia della lingua, ma di filologia dei caratteri che affonda nella paleografia e si lega con l'archeologia e la conoscenza culturale della Cina di circa 2000/3000 anni fa, siccome le prime già le prime attestazioni di numerosi sinogrammi risalgono del 1250 a.C. e al primo periodo imperiale, dunque a un periodo storico molto diverso dal mondo contemporaneo.
La paleografia si contrappone all'etimologia folk dei caratteri e dalla mnemotecnica, visto che l'analisi dell'evoluzione grafica dalle origini a oggi si basa sullo studio serio e l'osservazione dei caratteri antichi a partire dalla prima attestazione (ossa oracolari, i bronzi Shang e Zhou, versione risalente alla dinastia Qin e Han e, se i caratteri sono dialettali o colloquiali, per esempio il Dizionario Kangxi). L'etimologia folk e la mnemotecnica si basano su interpretazioni superficiali della grafia dei caratteri o sul nome tradizionale dei radicali Kangxi, interpretazioni che spesso portano a errori (e.g., consultare solo la versione semplificata del periodo maoista, consultare la versione tradizionale ma ignorare la prima versione nelle ossa oracolari e nei bronzi, ignorare le varietà di scrittura del carattere, ignorare il significato originale del sinogramma e focalizzarsi dunque solo sul significato contemporaneo che è evoluto e diverso, basarsi sul nome tradizionale del radicale Kangxi). Per fare un esempio di come i nomi tradizionali dei radicali possano fuorviare, si prenda ad esempio 彐 ji4: il nome è "muso di maiale, grugno", ma in realtà è il pittogramma di una mano che solitamente stringe un oggetto.
Tuttavia, queste due diverse analisi (ricostruzione della proto-lingua VS studio paleografico e filologico della grafia dei sinogrammi) hanno punti di contatto siccome dalle chiavi di lettura dei sinogrammi nella loro attestazione e forma grafica più antica si possono rintracciare indizi sulla pronuncia utilizzati per la ricostruzione fonologica, oltre che una derivazione etimologica da un concetto/carattere già coniato cristallizzata nella grafia.
Si offre un esempio illuminante: ll sinogramma ban4 半 indica il concetto di "metà", che nelle versioni più arcaiche riproduce in un disegno una testa di bue 牛 inquadrata frontalmente con sopra forse un oggetto tagliato in due; indica cioè una testa di bue tagliata in due e dunque il concetto di metà/divisione con questa soluzione grafica. Ebbene, il concetto astratto di "metà" ritorna nel carattere pan4 判, ovvero la testa di bue tagliata in due con accanto il radicale Kangxi del "coltello a lato": il sinogramma significa "dividere" ( e "discernere" astraendo il concetto, e.g. quando si giudica qualcuno o qualcosa, 判断对错). Ebbene, la parola "banchina/cumulo di terra divisorio tra campi" (畔) in cinese antico si ricostruisce come *m-pʰˤan-s, mentre "dividere/discernere" (判) si pronuncia *pʰˁan-s: dalla seconda parola, deriva etimologicamente la prima parola: semplicemente, vi si aggiunge il prefisso *m- che trasforma un verbo in un nome strumentale, stando alla ricostruzione di Baxter-Sagart. Questo spiega sia la pronuncia di un sinogramma ricostruita, sia un aspetto di morfologia generale del cinese antico, sia la derivazione etimologica di un vocabolo, sia la derivazione grafica di un carattere, cioè di come mai si scrive come appare (畔): è il radicale del campo coltivato o risaia inquadrato dall'alto con accanto il concetto di dividere, siccome un cumulo di terra divisorio tra i campi serve in primis a dividere i campi. La chiave di lettura qui indica sia la pronuncia, sia un'unità di significato; la chiave di lettura si può pensare come 半 o, specialmente se era già attestata, come la contrazione del carattere 判.
Oltre alle ricostruzioni della fonetica e morfologia, esistono opere che illustrano la ricostruzione filologica e paleografica dei sinogrammi e la loro etimologia. Un noto esempio è il dizionario etimologico di cinese antico di Alex Schuessler (2007), che in più contiene molte ricostruzioni in cinese antico (ma la sua ricostruzione è diversa da quella di Baxter-Sagart 2014. Schuessler rintraccia ogni parola in altre lingue sino-tibetane, operazione possibile pure con il sito online STEDT, e rintraccia anche l'origine di una parola in cinese antico a partire da un prestito di un'altra famiglia di lingue nei paraggi di quella sinotibetana).
Quanto alla precedenza della lingua sulla scrittura o viceversa, primi i caratteri sono attestati dal 1250 a.C. e sono stati incisi per le piromanzie, ma di fatto disegnano concetti collegati a un linguaggio pre-esistente, il cinese antico, derivato a sua volta dal proto-cinese: i primi pittogrammi, quando è nato il primo impero cinese, sono stati adattati alla lingua già esistente, il cinese antico imperiale, dunque alla fonetica e morfologia derivazionale del lessico. Durante il periodo Qin e Han, si assiste anche alla prima coniazione di nuovi caratteri con la struttura "radicale-chiave/pian1pang2" (radicale Kangxi a sinistra, in alto o che circonda il carattere più una chiave di lettura). La prima analisi della struttura pianpang si trova nello Shuowen Jiezi di Xu Shen, che conia anche il concetto di "radicale" (ne individuò 540, poi ridotti a 214 da Mei Yingzuo nel 1615 e diventati circa 100 anni dopo lo standard nelle lingue sino-xeniche grazie al celebre dizionario che gli dà il nome: il Dizionario Kangxi. Oggi, una larga fetta dei 214 radicali Kangxi è ancora in uso).
Non tutte le etimologie sono rintracciabili dalla chiave di lettura, comunque: la derivazione morfologica e la composizione del carattere possono seguire strade diverse. Alcuni casi coinvolgono pronunce e vocaboli rari in cinese. In più, bisogna saper lavorare con il significato originario del carattere laddove è evoluto nel tempo. Un esempio, che peraltro spiega la molto bene la composizione del carattere (altrimenti strampalata e senza spiegazione) è il carattere miao4, "secondo" (unità di tempo): il sinogramma è 秒, cioè il radicale Kangxi del cereale piegato per il carico di chicchi con accanto la chiave di lettura di 3 granelli di sabbia oggi stilizzati. In origine, il sinogramma indicava l'arista, cioè il filamento sopra il guscio dei chicchi di grano e di riso (per la precisione, l'arista è un filamento lungo e sottile, mentre i due involucri sono detti glumelle. Per sgusciare il riso si tolgono l'arista e le glumelle, che poi diventano sottoprodotti di scarto vagamente simili al fieno e, volendo, riutilizzabili per esempio come mangime per animali). La chiave di lettura (shao3) indica la pronuncia ma aggiunge anche significato. Il significato del carattere, da "arista", è passato a indicare un'unità di tempo molto piccola, il secondo. Ebbene, il radicale del cereale soltanto ora è molto chiaro: se non si parte dal significato originale di "arista", ogni interpretazione filologica del carattere è errata. I significati originali di un carattere, qualora il significato sia evoluto nel tempo, si trovano nei dizionari antichi, tra cui lo Shuowen Jiezi, scritto nel periodo degli Han orientali.
I caratteri oggi, a seguito della proliferazione, sono numerosi e includono anche caratteri scarsamente usati (o usati una sola volta in tutto il corpus letterario cinese e talvolta di difficile interpretazione esatta proprio per questo) e varianti regionali o caratteri usati solo nei dialetti cinesi o varianti nate per errori degli scribi o caratteri rielaborati per accomodare la pronuncia che nel mentre è evoluta. La versione standardizzata dei caratteri durante il cinese medio si è affiancata poi a una semplificazione dei caratteri nel periodo maoista, che ha coniato ulteriori caratteri più semplici da scrivere o reso delle varianti semplificate dei caratteri già esistenti come ufficiali. Al corpus di sinogrammi coniati in Cina, si sono aggiunti infine i caratteri nazionali (gukja, kokuji, quoc tu'), cioè degli ideogrammi inventati dai coreani, giapponesi e vietnamiti per indicare concetti propriamente loro (in vietnamita, sono parecchi e sono formati riciclando interi caratteri cinesi come chiave di lettura per la sola pronuncia).
Per fare un esempio di carattere evoluto graficamente a causa dell'evoluzione della pronuncia, si può prendere "ascoltare/annusare" (sillaba di tipo B): in origine, era disegnato come una persona inginocchiata inquadrata di lato con un orecchio enorme e la pronuncia era OC *mu[n] > EMC *mjun > wén. Ebbene, la nuova scrittura tradizionale 聞 è attestata a partire dalla dinastia Qin ed è un orecchio circondato dal radicale della porta mén (sillaba di tipo A faringalizzata), che indica pure la pronuncia. Siccome la porta è una sillaba faringalizzata, questo indica il cambiamento di pronuncia in gran parte dei dialetti della pronuncia del radicale della porta: *mˁə[r] > *mun. Quindi, una sillaba di tipo A faringalizzata è stata poi possibile da usare in una parola che già in partenza non era faringalizzata. Per mostrare un altro cambio di pronuncia che si abbatte sulla grafia, lo Shuowen Jiezi aggiunge che 䎽 è una variante antica del carattere "ascoltare/annusare", poi abbandonata. Per la precisione, la chiave di lettura 昏 (tipo A) è ricostruita come *m̥ˁu[n] > *xˁun. La primissima pronuncia ricostruita lo rende adatto come chiave di lettura indicante la pronuncia siccome la chiave di lettura iniziava con un suono bilabiale, ma poi nei vari dialetti è evoluta diventando poco riconoscibile (la consonante bilabiale nasale è diventata fricativa).
Comunque, la necessità di rendere un testo fruibile a più generazioni e a più lettori in più punti geografici o di diversa provenienza non ha reso la scrittura pre-Qin eccessivamente variabile, anche se prima del periodo Qin mancava uno standard di scrittura calato dall'alto da un potere centrale. Alcune variazioni possono essere ascrivibili, come appena dimostrato, all'evoluzione della pronuncia e non a una qualche carenza di rigore o a errori degli scribi. Altre varianti derivano dal fatto che comunque, prima del periodo Qin, la Cina era divisa in feudi in lotta, tali per cui la circolazione di testi non copriva un territorio ampio. Alcune varianti regionali, per fare degli esempi, disegnano un carattere con qualche differenza, mentre in altri casi dei caratteri convergono o non sono distinti in modo rigoroso. Per esempio, 月 yuè e 夕 xī, entrambi due falci di luna, erano due radicali Kangxi intercambiabili. In più 月 yuè ha subito una convergenza con il radicale della carne 肉 ròu per la loro somiglianza se si schiacciano; quest'ultimo merger è tuttora presente ed è uno dei più noti agli apprendenti di cinese). Molte convergenze sono apparenti: semplicemente, sono prestiti fonetici che venivano capiti dal contesto. Solo in un secondo momento si sono differenziati con l'aggiunta di un radicale (e.g., 鬲 lì indica un calderone con collo, corpo e sostegno inquadrati in visione frontale ed è anche un radicale, però indicava anche il concetto di "separare" se pronunciato "gé"; oggi si scrive 隔. Un altro esempio è 象, usato per indicare sia l'elefante che l'apparenza, e 其 per indicare sia il setaccio che il pronome deittico "questo/a", oggi diversificati in 像 e 箕). Altre convergenze apparenti sono in realtà caratteri arcaici a cui solo successivamente si è aggiunto il radicale, per cui è nata solo una variazione grafica poi divenuta la versione ufficiale e.g. 匡 > 筐 ha sempre e solo indicato una cesta in bambù (forse il radicale si riferisce ai vimini o fibre intrecciate).
A volte, siccome mancava una standardizzazione, due sinogrammi aventi una pronuncia simile potevano essere intercambiabili, e.g. 義 *ŋ(r)aj-s e 宜 *ŋ(r)aj nei manoscritti di Guodian. Lo studio della pronuncia porta dunque una frase apparentemente senza senso ad avere senso siccome si individua una sostituzione. Se due caratteri in primo cinese medio hanno la stessa identica pronuncia ma non sono mai stati usati in modo intercambiabile, in origine (cinese antico) probabilmente avevano pronunce molto diverse. Per esempio, 工 gōng e 公 gōng sono omonimi sia in putonghua che in primo cinese medio (< *kuwng), ma in cinese antico erano *kˤoŋ e *C.qˤoŋ e non sono mai stati usati in modo intercambiabile. Nelle ricostruzioni passate, prima che emergesse questo fatto e alcuni indizi che fossero diversi, i filologi pensavano che i due sinogrammi fossero omonimi pure in cinese antico.

### Sistema di trascrizione, vocali e dittonghi
Ogni ricostruzione del cinese antico usa convenzioni diverse, a partire dalle scelte effettuate e dai suoni teorizzati. Per esempio, in alcune ricostruzioni le aspirazioni sono indicate con la "h" (e.g. ph, th, kh contrapposti a p, t, k) tranne in quella di Karlgren, in cui si usa l'apostrofo come in Wade-Giles (p', t', k' contrapposti a p, t, k). Lo stesso Karlgren indica gli stop senza rilascio udibile di suono come -b, -d, -g.
Quella di Baxter-Sagart è quella con più diacritici e più vicina all'IPA per ottenere la massima precisione nella registrazione di ogni informazione, a costo di rendere la scrittura più difficoltosa da leggere e scrivere.
| Suono | Spiegazione delle vocali e dei dittonghi |
| ----- | --- |
| a     | È una "a" di albero. I due dittonghi sono aj, aw (come in aitante e auriga). |
| e     | È una "e" di elmetto, vocale chiusa. I due dittonghi sono ej, ew (come in sei, eunuco). |
| ə     | È una vocale neutra schwa, cioè una vocale che si può ottenere declamando le consonanti dell'alfabeto ("a, bi, ci, di, e, effe, gi...") senza pronunciare il nome per intero delle consonanti ("a, b, c, d, e, f, g..."). Il dittongo è әj. Il simbolo della schwa sostituisce ɨ nella ricostruzione Baxter del 1992. Edwin Pulleyblank nella sua ricostruzione la indicava come ɯ. |
| i     | È una "i" di piccolo, vocale chiusa. I dittonghi sono ij, iw. Non esistono dittonghi nella ricostruzione di Baxter-Sagart che iniziano in *j-, per cui sono nati durante il cinese degli Han orientali e ereditati in primo cinese medio. |
| o     | È una "o" di poco, vocale arrotondata/procheila chiusa. Una vocale si dice arrotondata se si pronuncia con le labbra arrotondate in un cerchiolino. Il dittongo è oj. |
| u     | È una "u" di ultimo, vocale arrotondata chiusa. Il dittongo è uj. Non esistono dittonghi nella ricostruzione di Baxter-Sagart che iniziano in *w-, per cui sono nati durante il cinese degli Han orientali e ereditati in primo cinese medio. |
| A     | È una vocale che non si riesce a ricostruire. Si vede sporadicamente. |

### Consonanti e cluster
| Suono (=IPA) | Spiegazione delle consonanti e dei cluster |
| ------------ | --- |
| b            | È una "b" di balena, consonante sonora. Una consonante si dice sonora se il palmo della mano intorno alla gola sente le vibrazioni delle corde vocali durante la pronuncia. Si paragonino "ffff" e "ssss" a "mmmm" e "vvvv". Si ricorda che tutte le consonanti o quasi si possono labializzare e faringalizzare o entrambi (e.g. bˤ, bʷ, bʷˤ). Con entrambi i diacritici, quello di faringalizzazione va in fondo. |
| p            | È una "p" di palla, consonante sorda. |
| pʰ           | È una "p" di palla, sorda e con aspirazione sorda, cioè accompagnata da uno sbuffo d'aria. Il diacritico di labializzazione e faringalizzazione si scrive dopo la "h" (e.g. pʰʷ, pʰˤ, pʰʷˤ): l'aspirazione cioè si segnala sempre per prima. |
| d            | È una "d" di dente, sonora. |
| t            | È una "t" di tavolo, sorda. |
| tʰ           | È una "t" di tavolo, sorda e con aspirazione. |
| g            | È una "g" di gatto, sonora. |
| k            | È una "c" di cane, sorda. |
| kʰ           | È una "c" di cane, sorda e con aspirazione. |
| dz           | È una "z" di zero sonorizzata, cioè pronunciata con una vibrazione annessa delle corde vocali (come avviene nel Norditalia). |
| ts           | È una "z" di zero, sorda. |
| tsʰ          | È una "z" di zero, sorda e con aspirazione. |
| q            | È una "c" di cane sorda e uvulare, cioè pronunciata con la radice della lingua contro il velo palatino/la parte morbida del palato/la zona uvulare, dove cioè si trova un pendaglio detto "ugola". Il suono si trova pure in arabo. |
| qʰ           | È una "c" di cane uvulare, sorda e con aspirazione. |
| G            | È una "g" di gatto sonora e uvulare. |
| l            | È una "l" di leva, sonora. |
| l̥            | È una "l" di leva, sorda (cioè si tolgono le vibrazioni delle corde vocali dal suono, si desonorizza: resta solo uno sbuffo d'aria con la lingua in posizione di /l/). Il suono si trova pure in islandese. |
| m            | È una "m" di mano, sonora. |
| m̥            | È una "m" di mano, sorda (cioè si desonorizza: esce solo l'aria dal naso e, quando si pronuncia la vocale, si sente una leggera /m/ di rilascio). |
| n            | È una "n" di nave, sonora. |
| n̥            | È una "n" di nave, sorda (cioè si desonorizza: esce solo l'aria dal naso e, quando si pronuncia la vocale, si sente una lettera /n/ di rilascio). |
| ŋ            | È una "n" di panca, sonora e pronunciata con il dorso della lingua sulla zona tondeggiante del palato. |
| ŋ̊            | È una "n" di panca, sorda (cioè si desonorizza: esce solo l'aria dal naso e, quando si pronuncia la vocale, si sente una lettera /ŋ/ di rilascio). |
| s            | È una "s" di senza, sorda. |
| r            | È una "r" di parco, consonante sonora polivibrante. Si riduce in monovibrante (come in arare) se prevocalica (e.g. se è al secondo membro in un cluster o se infisso). |
| r̥            | È una "r" di parco, consonante sorda polivibrante. Si riduce in monovibrante se prevocalica (e.g. se è al secondo membro in un cluster). |
| h            | È un'aspirazione sorda come nell'inglese have. |
| ʔ            | È uno stacco glottale/colpo di glottide, cioè una consonante che si può immaginare come un lieve colpetto di tosse pronunciato con la glottide, una valvola in fondo alla gola. |
| C.           | È una consonante non identificata che è al primo membro di un cluster consonantico a due membri. Il punto in basso indica che il cluster ha i due membri ben fusi e attaccati. In altri punti del libro, semplicemente per essere riassuntivo, indica una qualunque consonante bilabiale, velare, sibilante, affricata e uvulare con "P, K, S, Ts, Q". |
| N.           | È una consonante nasale non identificata che forma un cluster ben attaccato. |
| Cə.          | È una consonante non identificata che è al primo membro di un cluster consonantico, ma è un cluster blandamente attaccato siccome in mezzo si nota una vocale neutra schwa. |
| -            | Il trattino/hyphen a inizio e fine sillaba separa i morfemi per le funzioni grammaticali in Old Chinese, siccome esso aveva della morfologia grammaticale e derivazionale poi sparita. |
| (cluster)    | I cluster che si possono reperire in Old Chinese (e che si possono labializzare e faringalizzare o entrambi) a inizio parola sono: ŋr, kr, kʰr, gr, pr, pʰr, br, tsʰr, dzr, dr, tr, tʰr, mr, lr, l̥r, n̥r, Gr, qr, qʰr, st, sr̥, tqʰ, tG, tŋ̊, rl, tl̥. Possono anche avere una consonante sconosciuta. Da questi cluster possibili sono stati esclusi quelli che si formano per prefissi morfologici e per consonante blandamente attaccata. |
| -ʔ           | È uno stacco glottale a fine sillaba. Riguardo alla tonogenesi del cinese, la caduta di questo stacco glottale ha dato origine al tono crescente in Primo Cinese Medio. Questo fenomeno è avvenuto pure nel vietnamita antico. L'Old Chinese molto probabilmente non era una lingua tonale. Lo stacco glottale si poteva trovare anche dopo una coda formata non da uno stop senza rilascio udibile di suono (vedi avanti): ŋʔ, nʔ, mʔ, rʔ. |
| -m           | È una /m/ che si trova come codina nasale a fine sillaba, preservata in Primo Cinese Medio, coreano, vietnamita, pronuncia go-on giapponese arcaica e in svariati dialetti conservativi come il cantonese. |
| -n           | È una /n/ che si trova come codina nasale a fine sillaba. |
| -ŋ           | È una /ŋ/ che si trova come codina nasale a fine sillaba. |
| -p           | È uno stop senza rilascio udibile di suono. Questo particolare stop in IPA si trascrive /p̚/ e si rende immaginando di interrompere una vocale serrando le labbra come quando si pronuncia /p/, ma senza poi fare e pronunciare nient'altro. Gli stop sono ritenuti in cantonese, Hakka, coreano, vietnamita e in parte in Hokkien (alcuni sono ritenuti, altri si leniscono in uno stacco glottale). In giapponese sono invece adattati e mutati in sillabe. Gli stop esistono pure in thailandese. |
| -t           | È uno stop senza rilascio udibile di suono trascritto come /t̚/, tale per cui la vocale si interrompe perché la lingua si posiziona come una /t/. In un varietà antica di cinese settentrionale si era lenita in una /ɾ/ monovibrante sonora che viene conservata in coreano (la pronuncia è identica se intervocalica, sennò diventa /l/ o muta in /n/). |
| -k           | È uno stop senza rilascio udibile di suono trascritto come /k̚/, tale per cui la vocale si interrompe perché la lingua si posiziona come una /k/. |
| -s           | È una /s/ a fine sillaba, che nel cinese degli Han Orientali si è lenita in /h/, ricordando vagamente una debuccalizzazione (e.g. latino "septem", greco antico "hepta"), per poi cadere. La sua caduta ha dato origine al tono decrescente in Primo Cinese Medio. Le sillabe con gli stop invece sono diventate parte della categoria detta "tono entrante", che è un modo per dire che la vocale si intona sfuggita ed è interrotta dallo stop (pure quando si lenisce in un colpo di glottide nei dialetti semi-conservativi o non conservativi). Tutte le altre sillabe hanno sviluppato un'intonazione pianeggiante. Le combinazioni possibili a fine sillaba sono ŋs, ns, ms, ps, ts, ks, rs, ʔs. Baxter-Sagart le trascrivono con un trattino in mezzo. Comunque, la -s poteva anche essere un suffisso (e dunque un morfema derivazionale). |

### Consonanti labializzate e/o faringalizzate
| Suono (=IPA) | Spiegazione e elenco dei suoni |
| ------------ | --- |
| ʷ            | È un diacritico scritto come apice che indica la labializzazione (e.g. kʷ) e che si applica a gran parte delle consonanti. Una consonante si dice labializzata se si pronuncia con le labbra già arrotondate in un cerchiolino. Molte consonanti si possono labializzare in cinese antico. |
| ˤ            | È un diacritico scritto come apice che indica la faringalizzazione, presente anche in arabo e in ebraico biblico. Una consonante si dice faringalizzata se si pronuncia con la radice della lingua già tenuta vicina alla parete della faringe/gola, tale per cui il suono si sente strozzato, chiuso, cupo, enfatico e la vocale stessa si sente pure cupa e strozzata. Tutte le consonanti si possono faringalizzare in cinese antico. |

### La faringalizzazione e le sue origini
- Secondo la terminologia di Pulleyblank oggi molto diffusa, esistevano due macro-tipi di sillabe in cinese antico (OC): le sillabe tipo A (type A) e di tipo B (type B), ognuna con circa metà dell'inventario di tutti i caratteri noti fino alla dinastia Qin. Le sillabe di tipo A hanno dato origine alle divisioni I, II e IV nei rimari del cinese medio. Quelle di tipo B invece confluiscono nell'ultima divisione, la divisione III (三等. La tassonomia in divisioni nasce nel periodo Song). Quelle di tipo A non subiscono una palatalizzazione forte in primo cinese medio (EMC) e cinese moderno standard o non subiscono l'aggiunta di *-j- semivocalica in EMC, che già provoca una blanda palatalizzazione (poi divenuta totale a partire dal guanhua pronunciato nella varietà di Pechino); di contro, quelle di tipo B subiscono sempre delle palatalizzazioni nelle modalità indicate. Nelle prime ricostruzioni (e.g. Karlgren) in OC è stata aggiunta la semivocale *-j-, ma Baxter-Sagart propongono che le sillabe di tipo A hanno resistito alla palatalizzazione dall'EMC siccome erano colpite da faringalizzazione, proposta già da Jerry Norman (1994). Siccome quasi ogni suono ha una controparte faringalizzata, l'inventario di suoni in OC si è raddoppiato.
- Le sillabe di tipo A sono state interpretate da Karlgren e Li Fang-Kwei come sprovviste di una */j/ semivocalica, posseduta solo da quelle di tipo B e scritta come "i̯". Poi questa interpretazione è caduta a favore di una distinzione tra vocale breve e vocale lunga (secondo Pulleyblank, quelle di tipo A avevano la vocale breve; secondo Zhengzhang e Starostin, quelle di tipo A avevano la vocale lunga). Pulleyblank ha poi abbandonato l'ipotesi in favore di quella di un'accentazione sulla prima mora della sillaba in quelle di tipo A. Dopodiché, Ferlus (2009b) ha proposto una pronuncia delle vocali non aspirata ("breathy voice") nelle sillabe di tipo A (ma Baxter-Sagart rigettano questa ipotesi con delle prove). Jerry Norman (1994) ha proposto invece la faringalizzazione per le sillabe di tipo A ricorrendo al contrasto tra consonante dura e dolce/palatalizzata in russo. Baxter-Sagart scartano tutte le ipotesi che colpiscono il nucleo della sillaba (cioè le vocali e la codina se presente) perché le sillabe di tipo A e B rimano, in più quelle di tipo A sono soggette a riflessi tale per cui subiscono degli abbassamenti vocalici ("lowered reflexes") che tipicamente colpiscono le vocali successive a una consonante faringalizzata (si pensi ai dialetti arabi). In più, nella scrittura del periodo Han, la scrittura di caratteri che avevano una consonante velare (e.g. /k, g/) faringalizzata viene resa con un suono uvulare. La stessa usanza era presente nei prestiti di OC nelle lingue Kra-Dai e Hmong-Mien. Ebbene, è comune che da consonanti velari faringalizzate derivino consonanti uvulari.

Per comprendere in cosa consistesse la pronuncia delle sillabe di tipo A nelle parole stesse degli antichi cinesi, esiste una descrizione diretta della pronuncia delle sillabe di tipo A di Hé Xiū 何 休 (129–182), vissuto sotto gli Han Orientali e che ha scritto il Gōngyáng zhuàn 《公羊傳》, cioè uno dei tre commentari del Chūnqiū 《春 秋》. Il testo contiene delle interessanti glosse che spiegano perché si trova un carattere invece di un altro e, in una glossa, parla di 乃 nǎi (tipo A) e di 而 ér (tipo B). Per la precisione, i due passaggi trattati (che sono le "pistole fumanti" della faringalizzazione) e con traduzione molto aderente al testo sono "冬十月己丑葬我小君頃熊、雨不克葬、庚寅日中而克葬" ("Durante l'inverno, nel decimo mese, giorno jichou [il giorno 26], si doveva seppellire Qing Xiong, <consorte> del nostro Duca <Xuan>, pioveva e non si è potuta seppellire, il giorno jizhou [il giorno dopo] a mezzogiorno però si è potuta seppellire" e un passaggio dal contenuto pressoché identico che riguarda il Duca Ding (cambia solo il nome della consorte, 敬嬴 “Jìng Yíng) che finisce con "[...] 乃克葬" ("[...] però si è potuta seppellire"). Ebbene, la "glossa fumante", scritta da He Xiu dopo il secondo passaggio e in forma di dialogo, è la seguente, con traduzione molto fedele al testo in Wenyan:
A: 而者何? ("ér" cosa <significa>?)
B: 難也。("difficoltà")
A: 乃者何? ("nǎi" cosa <significa>?)
B: 難也。("difficoltà")
A: 曷為或言而或言乃? (Perché a volte si dice "ér" e a volte si dice "nǎi"?)
B: 乃難乎而也。(la "difficoltà" di "nǎi" è più di "ér")
Dal dialogo, in sintesi, si spiega che 乃 è più enfatico di 而 anche se la traduzione era la stessa e la pronuncia era pressoché identica. Quindi, entrambi i funerali sono andati a buon fine, ma il secondo ha preso più impegno e/o è stato molto più sofferto e difficoltoso.
Ma non è finita qui: la seconda glossa fumante parla proprio della pronuncia dei due caratteri: 言乃者內而深、言而者外而淺 (La pronuncia di "nǎi" è interiore e profonda, la pronuncia di "ér" è esteriore e superficiale). La terza e ultima prova è il fatto che 內 nèi e 外 wài sono spesso usati proprio per rimarcare la distinzione in queste due tipologie di sillabe nei commentari antichi. Secondo Zhou Zhumo, due varianti a questa coppia di diciture che riguardano le consonanti iniziali sono 緩氣 huǎnqì (fiato lento) con 急氣 jíqì (fiato veloce) e 洪音 hóngyīn (suono vasto) con 細音 xìyīn (suono sottile).
Siccome le vocali erano entrambi identiche, le glosse dicono che la consonante iniziale nel tipo A ha un timbro sonoro cupo e profondo e hanno un fiato che esce lentamente, ma non si riferisce a una pronuncia tonale siccome il cinese antico era atonale. Pertanto, il tipo A deriva da un modo di pronunciare la vocale che non è un tono (e forse nemmeno un accento o un allungamento vocalico). In base a queste considerazioni e al fatto che le sillabe di tipo A e B hanno un diverso esito delle consonanti, deve essere un fenomeno fonetico che colpisce la consonante e, come conseguenza, anche la vocale.
Siccome 乃 è di tipo A, ha un significato enfatico, ha una pronuncia cupa, profonda e interiore e profonda dell'iniziale /n/ in comune con il suo quasi-sinonimo, è prodotta con il fiato lento e ha un suono vasto, tutti gli indizi puntano a una faringalizzazione delle sillabe di tipo A, assente in quelle di tipo B. Baxter-Sagart ricostruiscono dunque 乃 *nˤəʔ e “而 *nə. I riflessi in EMC sono rispettivamente *nojX e *nyi: la sillaba di tipo A non si palatalizza. La faringalizzazione era probabilmente ancora presente nel periodo Han. Baxter-Sagart come ipotesi di partenza la proiettano fino a prima del 1250 a.C. Dunque, una distinzione tra tipo A e B esisteva già nel 1250 a.C.
Nell'articolo "A Hypothesis on the Origin of Old Chinese Pharyngealization" di entrambi gli autori pubblicato sul Bulletin of Chinese Linguistics e disponibile online dal 2016, si ipotizza che le consonanti faringalizzate in OC (tipo A) derivano da delle consonanti in proto-sino-tibetano seguite da due vocali lunghe separate da una fricativa faringale sonora in mezzo (è una consonante sonora presente pure in arabo; si può immaginare come una vocale neutra pronunciata con la lingua in posizione di faringalizzazione). Dopodiché, la prima vocale è caduta da questo disillabo, dunque la consonante iniziale ha formato un cluster saldamente attaccato con la fricativa faringale sonora e tutto il composto è diventato un monosillabo (a cui si potevano apporre gli affissi per la morfologia derivazionale, già presente in proto-sino-tibetano). Infine, la consonante iniziale del monosillabo ha assunto una faringalizzazione in OC forse già presente prima della Dinastia Han. Nelle lingue Kuki-Chin (famiglia tibeto-birmana) invece la fricativa faringale sonora è caduta (non specificano se dal disillabo o dal cluster), tale per cui si sono formate sillabe con la struttura "consonante iniziale + vocale lunga" (tipo A in Kuki-Chin, fermo restando che ovviamente i vocaboli sono imparentati). Quelle di tipo B non avevano questa struttura, siccome non hanno sviluppato una faringalizzazione. Quindi, in quelle di tipo A, data una consonante qualunque C e una vocale /a/ come fantoccio, *Caʕa > *Cʕa > *Cˁa (Kuki-Chin: *Caʕa > *Cʕa? > *Ca:). Quelle di tipo B sono in entrambe le famiglie *Ca. Un esempio di lingua Kuki-Chin è il Lushai, più volte citata da Matisoff nella sua ricostruzione del proto-tibeto-birmano (2003): in Lushai c'è una distinzione in sillabe di tipo A e B (le prime hanno un allungamento vocalico, le seconde no). Nel paper, gli autori rintracciano la distinzione già nella ricostruzione del Proto-Kuki-Chin di VanBik (2009). Secondo loro, andrebbe rintracciata per trovare ulteriori conferme nel Proto-Chin Settentrionale/Nordico (Proto-Northern-Chin, (P)NC). Nella tesi di PhD di Christopher Thomas James Button (2017), "A Reconstruction of Proto Northern Chin in Old Burmese and Old Chinese Perspective", è presente proprio una ricostruzione del Proto-Chin Settentrionale a partire da sei lingue di questa famiglia (Mizo [o "Lushai" se parlato specificatamente in India], Zahau, Thado, Zo, Tedim/Tiddim, Sizang/Siyin; tutte preservano lo stop -p e le code nasali, ma il Thado e Zo presentano la lenizione degli altri due stop a fine sillaba in uno stacco glottale). Nel trattare il proto-tibeto-birmano, Button fa uso di Matisoff (2003), ma nel trattare il cinese antico si basa in larga parte su Baxter (1992) e Schuessler (2007), pur citando l'articolo sulla faringalizzazione in OC di Jerry Norman.
Per finire, le sillabe di tipo A non subiscono un'aggiunta di *-j- in EMC tale per cui si palatalizzano leggermente. In più, le velari faringalizzate sono diventate uvulari durante la Dinastia Han. Per la precisione, Norman identifica questa mutazione nei testi buddisti del 200-400 d.C., cioè appena posteriori alla Dinastia Han Orientale, caduta nel 220 d.C. Le sillabe di tipo B si palatalizzano leggermente con una *-j- in EMC, che nel guanhua nella varietà di pronuncia di Pechino porta a una palatalizzazione totale (e.g. in pinyin, G > J; K > Q; H > X; in notazione EMC Baxter 2011, N > ny-) eccetto nei casi in cui una */r/ prevocalica (non è l'infisso <r>) blocca la palatalizzazione. Questa mutazione avviene pure in Proto-Min, che presenta nella sua ricostruzione i suoni palatali. L'OC non ha suoni palatali, attestati a partire dall'EMC e dal cinese degli Han Orientali, nelle scritture di Zhèng Xuán 鄭玄 (127–200) e Yīng Shào 應劭 (140–206). Simili mutazioni si trovano nei prestiti di OC in vietnamita e in Proto-Hmong-Mien.
La faringalizzazione era già persa in EMC ed è probabile che si fosse persa durante il cinese degli Han orientali, periodo in cui appaiono i primi suoni palatali in cinese, prima inesistenti. Oggi, nessuna lingua sino-tibetana ha la faringalizzazione eccetto il Qiang settentrionale di Hóngyán 紅岩 nel Sichuan, una lingua qiangica di famiglia tibeto-birmana. Altre due lingue asiatiche che la possiedono ma di ceppo austronesiano (da cui discendono molte lingue dell'Oceania) sono l'Amis e l'Atayal, parlate dagli aborigeni di Taiwan (colonizzarono per primi l'isola quando era ancora attaccata alla costa cinese e parlavano proto-austronesiano. Poi gli austronesiani migrarono in tutta l'Oceania, in Madagascar e lungo le coste della penisola indocinese e il proto-austronesiano parlato a Taiwan si separò in numerose lingue; infine, l'isola fu popolata dagli antichi cinesi emigrati da Fujian, ragion per cui a Taiwan si parla una varietà di Hokkien, famiglia Minnan; l'Hakka/Kejia si parla a Taiwan e in molte altre zone per le migrazioni degli Hakka).

### Ricostruzione delle consonanti iniziali
- Tutte le sillabe hanno una consonante iniziale "Ci" (incluso uno stacco glottale con o senza faringalizzazione) o un cluster o una sillaba minore blandamente attaccata o saldamente attaccata, tale per cui si forma una struttura sesquisillabica (letteralmente "una sillaba e mezzo", sillaba minore + sillaba principale). La dicitura "Ci" viene usata pure da Matisoff (2003) nella sua ricostruzione del proto-tibeto-birmano. Questo vocabolo e questo modo di vedere è usato da Matisoff, ma Baxter-Sagart in "Old Chinese. A New Reconstruction" parlano di "radici bisillabiche", senza il concetto di "sillaba e mezzo" di Matisoff.
- Baxter-Sagart adottano con delle modifiche l'ipotesi dei suoni uvulari in OC, proposti da Pan Wuyun (1997): lo stacco glottale *'-, *x- e *h- derivano rispettivamente da *q-, *qh- e *G- in OC. Pan Wuyun notò che un carattere a sé con uno di questi tre suoni in EMC in molti casi (ma non sempre), se usato come chiave di lettura in altri caratteri, poteva avere tutti e tre i suoni, il che indica un legame tra i tre diversi suoni. Secondo lo studioso, il legame era quello di avere lo stesso luogo di articolazione, cioè la zona uvulare. Comunque, l'OC conteneva uno stacco glottale *ʔ- come consonante iniziale che culmina in quello dell'EMC, siccome alcuni caratteri con stacchi glottali in EMC non presentano variazioni se usati come chiave di lettura: alcuni stacchi glottali in EMC non hanno variazioni se in chiave di lettura. *q- e *ʔ- hanno subito una convergenza/merger in Proto-Min. Le sillabe con EMC *hj- derivano dall'OC *Gʷ- labializzato. A tutto ciò, si aggiunge la macro-distinzione finale in sillabe di tipo A e B (le prime in più sono faringalizzate).
- Una sillaba con stacco glottale in EMC che in più come chiave presenta un suono velare in EMC, e.g. *k-, in più viene ricostruita con *C.q- sesquisillabico: nasce un suono velare perché la consonante iniziale, combinata in un cluster, è preceduta da una consonante non identificata (C) e molto attaccata che successivamente è caduta. Se in più sono di tipo A, sono faringalizzate.
- *ng- nasale in EMC può derivare da un suono uvulare *qh- o *G- in OC combinato in cluster con un suono nasale *m- o N- al primo membro o da un suono non uvulare, per esempio da /ŋ/ preceduta da una consonante C sconosciuta. N indica una consonante sconosciuta più specificatamente di tipo nasale.
- Le nasali sorde sono state per la prima volta proposte da Norman per spiegare la derivazione tonale nei dialetti Min, anche se il modello di Norman è differente. In generale, delle derivazioni tonali in lingue discendenti da una proto lingua possono essere collegate alla caduta di foni o alla presenza di consonanti iniziali (o, in questo caso, di cluster) particolari individuabili con dei pattern. Questo fenomeno si ritrova pure nella ricostruzione del proto-tibeto-birmano di Matisoff (2003). Queste nasali sorde se sono ricostruite in sillabe di tipo A sono in più faringalizzate.
- Le sillabe sesquisillabiche, cioè con una consonante (ben identificata o C) in questo caso blandamente attaccata alla radice/sillaba primaria perché succeduta da una vocale neutra/schwa spiegano gli stop alleggeriti ("softened") a fine sillaba che Norman ha ricostruito nel Proto-Min (in generale, ha lavorato sulla comparazione dei dialetti Min tra il 1973 e il 1989 circa). La consonante in radice è faringalizzata se in più è di tipo A. Si ricorda che i prefissi e le presillabe/sillabe minori blandamente attaccate sono segnalate con un trattino, mentre le consonanti che formano cluster ben saldi sono separate da un punto fermo. In generale, i cluster in OC di solito derivano dalla presenza di un infisso <r> o di una -r- non come infisso come 2° membro o dalla presenza di prefissi poi diventati o meno parte integrante della radice o per la presenza di sillabe minori blandamente attaccate e divenute parte della radice (la -r-, infisso o meno, viene detta "Cm", consonante mediale). Queste consonanti se succedute da faringale possono assimilare/assorbire la faringalizzazione in pronuncia (si pensa per esempio alle nasali in arabo, che assorbono la faringalizzazione, e.g. 'ayḍan), ma a livello di trascrizione solo le consonanti in radice sono affiancate dall'apice che indica la faringalizzazione: non si scrive in prefissi, consonanti sconosciute e nelle code di sillaba se presenti.
- Le preiniziali (conosciute o meno) saldamente attaccate accanto a *b- (*C.b- sesquisillabico) oppure *m.p- sesquisillabico in altri casi spiegano la consonante aspirata *bh- in Proto-Min (*b- invece deriva dall'OC *b-). Quelle che in Proto-Min evolvono in *bh- convergono nell'EMC *b-. Come al solito, i cluster cadono (quindi le preiniziali e le sillabe minori cadono) siccome l'EMC non ha cluster (combinazioni come *tr- indicano la retroflessione nella notazione Baxter, 2011. Indica un suono simile pure in vietnamita antico).
- Altre preiniziali saldamente attaccate sono ricostruite dai prestiti di OC nelle lingue vietiche rintracciati. Di solito, tutti questi subiscono una lenizione della consonante iniziale, un'evoluzione abbastanza complessa collegata alla derivazione della distinzione di *b- e *bh- in Proto-Min (nel secondo caso, sono ricostruite delle preiniziali saldamente attaccate).
- Da dei prestiti in Proto-Hmong-Mien aventi una prenasalizzazione (e.g. "ntam", portare sulle spalle) permettono di ricostruire un suono nasale che precedeva la consonante in radice in OC. Si ricorda la solita distinzione di sillabe di tipo A (faringalizzate) e di tipo B.
- *N-r- e *m-r- con faringalizzazione (sillabe di tipo A) culminano in *d- in EMC, mentre la loro versione non faringalizzata (sillabe di tipo B) culminano in *y-.
- La preiniziale *t. seguita da un suono velare evolve in *tsy- palatale in EMC in base a un'analogia con i prestiti di OC nelle lingue vietiche, ricostruiti con una preiniziale. In tutti gli altri casi, *tsy- in EMC deriva da *t-, *th-, *d- e *n- non faringalizzati (sillabe di tipo B) o da una palatalizzazione di una consonante velare non faringalizzata (tipo B) perché seguita in OC da *e o da *i, due vocali anteriori.
- Le sillabe con *l- in EMC derivano da una /r/ faringalizzata (sillabe di tipo A) in OC: la *l si usa in altri contesti e ha un diverso riflesso.
- La * l̥ sorda muta in *sy- palatale in EMC e *l muta in *y- semivocale (in *y- vi convergono pure *N.r-, *m.r- e *ɢ-. La mutazione di quest'ultima in *y- si nota pure in Proto-Min e Proto-Hmong-Mien; una palatalizzazione simile è Gʷ > EMC *hj(w)- e Gʷ<r> > *y(w)-).
- In *y- convergono pure OC *N.q-, *m.q- non faringalizzate > *G > EMC *y-. Se invece sono faringalizzate, convergono in > EMC *h(w)-. Se sono aspirate, a prescindere dal tipo A e B, invece conservano il contatto tra organi culminando in > EMC *ng(w)-.
- *k- e *g- e le nasali *ŋ- e *ŋ̊- sorda si palatalizzano in EMC se la vocale successiva è anteriore (e.g. /e, i/): diventano *tsy-, dzy-, ny- e sy-. *kh resta tale in EMC. La palatalizzazione di tutti questi suoni, in origine velari, secondo Alex Schuessler (2010) risale al primo periodo della Dinastia Han, dunque molto prima del Primo Cinese Medio. Queste palatalizzazioni non sono presenti in Proto-Min, da cui si ricostruisce l'originale consonante velare. Un'altra palatalizzazione riguarda *qʰ non labializzata > *x > EMC *sy- (*q- invece si riduce in uno stacco glottale in EMC); se labializzata, non si palatalizza.
- Anche *r̥- sorda in un dialetto sconosciuto è mutata in *x-, dando origine a delle pronunce palatali in EMC con *sy-.
- La distinzione in triplette di suoni sonori-sordi-sordi aspirati era già presente in OC, a cui si aggiungeva la faringalizzazione (sillabe di tipo A), poi persa in tutti i casi a priori. La corrispondenza resta mantenuta eccetto per delle sonorizzazioni di consonante sorda causate da un prefisso nasale.: dapprima ha sonorizzato la consonante, poi entro il periodo dell'EMC il prefisso è caduto. Questi tre stadi si riconoscono nei prestiti di OC in Proto-Hmong-Mien. Se il prefisso era blandamente attaccato (si vede pure nei prestiti in Proto-Hmong-Mien), cade e non causa la sonorizzazione in EMC come già accennato: infatti la nasale non era a contatto diretto con la consonante iniziale. Nella sonorizzazione, se la consonante dopo il prefisso nasale è aspirata, l'aspirazione cade: in EMC non esistono le sonore aspirate. La distinzione nella tripletta di suoni era presente pure in Proto-Min, che conserva pure gli stop senza rilascio udibile di suono a fine sillaba e possedeva le nasali /m, n/ e la laterale /l/ sorde. Anche il Proto-Hakka le possiede, insieme ai tre stop a fine sillaba. Comunque, entrambe le proto-lingue non hanno faringalizzazioni.
- *ɢˁ-, *gˁ-, *N.qˁ-, *N.kˁ-, *m.qˁ- e *m.kˤ-, tutte sillabe di tipo A, convergono in *h- sonora in EMC. Di contro, il contatto tra organi resta in *N.g-, m.g- anche labializzate > *ng(w)-.
- I suoni alveolari */p, s, t͡s/ anche faringalizzati e seguiti da *-r- anche come infisso mutano in retroflesse in EMC, ma si limitano a perdere *-r- e la faringalizzazione in Proto-Min e nelle lingue vietiche. Se preceduta da altre consonanti, semplicemente *-r- blocca una leggera palatalizzazione già in EMC. *qhr anche con faringalizzazione e labializzazione diventa una consonante affricata sorda *x- in EMC (se non ha *-r-, allora *qh > xj- con leggera palatalizzazione in EMC; se succeduta da vocale anteriore /e, ɛ, æ, i/, la *xe, xi è una mutazione intermedia, da cui deriva un'ulteriore palatalizzazione stavolta pesante > EMC *sye, syi).
- La *g non faringalizzata (tipo B) si palatalizza in EMC, mentre se faringalizzata (tipo A), come anche *G faringalizzata, perde il contatto tra organi diventando EMC *h- sonora. Il merger intermedio tra */g, G/ faringalizzate riguarda proprio quello della ritrazione delle consonanti velari faringalizzate */k, g/ in uvulari nel tardo cinese antico. */g/ invece resta tale o si palatalizza leggermente in EMC perché seguita da -r- che muta in /j/ o da vocale anteriore (e in dei casi dalla vocale neutra schwa), tale per cui si formano sillabe come *gi, gjuw. Si ricorda che *G (tipo B) > EMC *y- e, se labializzata, > EMC *hj- a meno che è seguita da vocale anteriore non preceduta da -r-, in tal caso > EMC *y(w)-, sennò *h perché si blocca la palatalizzazione.
- *ŋ come consonante iniziale, se non faringalizzata (tipo B) si palatalizza in *ny- in EMC. Se faringalizzata (tipo A), non si palatalizza. La *l, sia faringalizza che non, se in cluster con *-r- muta in *dr- sonora retroflessa in EMC. Altrimenti, *l > EMC *y- e *lˤ > EMC *d-. Il dialetto Waxiang è molto conservativo nei confronti delle consonanti laterali: anche se perde i cluster e le faringalizzazioni, dappertutto preserva di base una /l/. ll primo cambiamento ad avvenire è stato *l >*y-. La comparsa di *d- dalla mutazione di un'antica consonante laterale, attestata anche nei rimari dell'EMC, secondo Sagart era già attestata nel I° secolo d.C. In generale, queste e altre variazioni (e.g. *-s > *-h debuccalizzata) giustificano la suddivisione in "Old Chinese - Cinese degli Han Orientali", in cui si trova la cesura storica dell'usurpazione e caduta della breve Dinastia Xin. Di contro, si possono usare suddivisioni simili con nomi simili, come "Early Old Chinese - Late Old Chinese", cioè "Primo Cinese Antico" e "Tardo Cinese Antico". Tutte le laterali del cinese antico sono dunque sparite.
- *r come consonante iniziale faringalizzata o, sporadicamente, non faringalizzata, muta in *l- prima del Primo Cinese Medio (prima del periodo delle Dinastie del Nord e del Sud, che apre l'EMC, è avvenuta la caduta della Dinastia Jin). Pertanto, la *l- si riottiene con questa mutazione, altrimenti sarebbe sparita completamente. Nel dialetto Guzhang (uno dei Waxiang) si trova invece il suono /z/. I Waxiang sono nati prima di questa mutazione in EMC. I dialetti Min Bei (Min Settentrionali), nei casi in cui OC *C.r- presentano /s/, derivata proprio dalla desonorizzazione di un'antica */z/ in Proto-Min (pMin); in tutti gli altri casi, presentano /l/. Il Proto-Hmong-Mien (pHM) riteneva la *r-, ovviamente senza faringalizzazione se era presente.
- Le nasali sorde mutano in EMC in suoni fricativi che si palatalizzano (e.g. *sy-) o meno se sono faringalizzate/di tipo A (e.g. *x-) o in occlusive aspirate (con eventuali varianti dialettali pre-EMC *x-); la /r/ sorda diventa anch'essa un'occlusiva aspirata (se non è faringalizzata, cioè di tipo B, si può anche retroflettere). Le nasali sonore restano tali in EMC (in più, quelle di tipo B sviluppano una *-j- semivocale. Svariate sillabe in *mj- in EMC perdono la nasale iniziale dopo una lenizione presumibilmente in */v/ o simili in Primo Mandarino, di cui si trovano delle approssimazioni nel giapponese /b/ accanto a una variante più conservativa in /m/, siccome dei kanji hanno più possibilità di pronuncia. Oggi in putonghua iniziano con /w/ semivocalica arrotondata, ma in cantonese e in altri dialetti conservativi rimane la *m dell'EMC, come anche nelle lingue sino-xeniche, cioè giapponese, coreano e vietnamita). Un esempio di pronuncia arcaica dialettale di *x- che in EMC diventa un'occlusiva aspirata è nel carattere 天 *l̥ˤi[n] > *then~*xen > EMC *then > tiān in base agli indizi nello Hou Han Shu di Fan Ye (giustiziato nel 445/446) e dello Shi Ming (200 circa). In quest'ultimo si trova una glossa fumante che descrive precisamente la posizione della lingua nel pronunciare il suono e contiene quella che sembra essere una mnemotecnica per memorizzare le due pronunce: 天, 豫司、兗、冀以舌腹言之∶ 天, 顯也, 在上高顯也。青、徐以舌頭言之∶ 天, 坦也, 坦然高而遠也。("Cielo" a Yù, Sī, Yǎn e Jì si pronuncia con la pancia della lingua: "cielo" [*xˁen] è "顯" [*xˤenʔ], è in alto, "brillante". A Qīng e Xú si pronuncia con la testa della lingua: "cielo" [*thˤen] è "坦" [*thˤanʔ]: è "piatto", alto e distante). I due caratteri usati per approssimare le pronunce significano proprio "brillante" e "piatto". Le prime regioni (*xˁ-) sono a ovest, le ultime due a est (zona costiera), il che traccia pure la zona geografica delle due varietà. La pronuncia in EMC, da cui deriva quella in cinese moderno standard, deriva dalle varietà costiere dell'est (e.g. penisola dello Shandong). Una simile pronuncia si nota pure se il carattere si usa come chiave di lettura in 祆 xiān (EMC *xen). Tutto il carattere "cielo" in lingua Bai è pronunciato /xẽ 55/ e questo riflesso della /l/ sorda faringalizzata diventa sempre /x/. */l/ sorda In PHM e proto-Hmong è "lh", cioè una /l/ sorda, mentre in pMin è una consonante palatale sorda aspirata *tšh-.
- *m.qhˤ- ha subito una convergenza con *ŋˤ- (che poi perderà la faringalizzazione) intorno al periodo in cui è stato scritto lo Shuowen Jiezi (100 d.C.) di Xu Shen, come si nota nella spiegazione 午∶ 啎也. Xu Shen spiega che il pittogramma di un pestello al suo tempo (si ricorda che non ha potuto consultare le ossa oracolari) significava "opporre" con un riferimento al tempo che cambia: nella spiegazione che segue, aggiunge 五月陰气午逆陽, 冒地而出 ("nel quinto mese <lunare> il soffio vitale Yin si oppone allo Yang, copre la terra e compare"). Collega dunque la pronuncia più arcaica *[m].qhˤaʔ con 啎, in cui compare come chiave di lettura e che si pronuncia *ŋˤak-s. 午 e 五 da questo momento venivano usati come chiave di lettura intercambiabile.
- *mə.l e *mə-l evolvono in EMC *zy- palatale da uno stadio intermedio in cui la sillaba minore blandamente attaccata cade e si ottiene l'iniziale */ʎ/-, come nell'italiano "aglio".

### Ricostruzione delle rime
- L'OC, dalle ricostruzioni successive a quella di Karlgren, ha sei vocali, di cui una trascritta in più modi (la pronuncia, in base alle tre ipotesi e trascrizioni, poteva essere la vocale neutra schwa /ə/, la vocale alta centrale /ɨ/ o la vocale alta posteriore /ɯ/ non arrotondata), più due semivocali per formare dittonghi mai ascendenti (e.g. come in piatto, in cui il dittongo parte in semivocale) ma solo discendenti (come in airone). La vocale scritta come "schwa" fa uso di questa lettera per ragioni pratiche, siccome "ɨ", usata da Baxter (1992), è un suono più raro da vedere. Tutte queste sei vocali possono non essere seguite da nulla, creando una sillaba aperta, altrimenti sono seguite da tre code ("Cc") nasali (*-m, *-n, *-ŋ), da *-r, da tre stop senza rilascio udibile di suono (*-p, *-t, *-k), da uno stacco glottale (poi caduto, facendo nascere un tono crescente attestato in EMC) o una *-s come suffisso (poi lenitasi in *h-, caduta e responsabile della nascita del tono decrescente attetato in EMC) o da semivocale (*-j e *-w vengono considerate Cc) o da un cluster finale. Questo cluster deriva da una combinazione delle nasali e di *r- (una consonante liquida) come Cc/coda finale con lo stacco glottale in seconda posizione o di tutte le Cc possibili (stop inclusi) con la *-s in seconda posizione. *-s viene sempre trascritta con un trattino perché ritenuta un suffisso morfologico. Lo slot dopo la coda Cc viene detto "postcoda" ("Ccp"). Quindi, dopo la coda, con l'aggiunta di una postcoda (stacco glottale o *-s) si crea un cluster finale. La Cc/coda viene indicata in modo diverso da Matisoff, che parla di "consonante finale" Cf.
- Le sillabe che finiscono in *-p e *-m sono più rare rispetto alle altre. In EMC, solo l'8% di sillabe del Guangyun ricostruito da Baxter (2011) possiede queste code bilabiali; quelle con code velari e dentali sono rispettivamente il 24% e il 23%, circa il triplo rispetto a quelle con una coda bilabiale. Questo tipo di code sono quelle meno attestate nei testi e dunque più complicate da ricostruire (ragion per cui i suoni sono messi in parentesi quadra, e.g. *[p]). In più, alcune sillabe in *-p-s hanno subito una mutazione in *-t-s prima ancora dell'EMC, una mutazione che viene accennata altrove nel paragrafo. In altri casi, secondo uno degli autori del Qieyun (EMC; possiede un'interessante prefazione), nella regione di Shǔ EMC *-p > *-k: è una caratteristica ascritta ai dialetti occidentali insieme a *-k > *-ng. Il Qieyun comunque si basa sulla prima delle due pronunce.
- I nuclei di sillaba che iniziano con la semivocale */w/ sono detti hékǒu 合口, cioè "con la bocca chiusa" (forse a indicare l'arrotondamento delle labbra, siccome la semivocale è arrotondata/procheila). Gli altri sono detti kāikǒu 開口, cioè "con la bocca spalancata". L'ipotesi del contrasto tra nuclei che iniziano o meno con */w/ è detta "rounded-vowel hypothesis" e risale a Jaxontov (1960b).
- Le sillabe aperte restano di solito tali in EMC e nei dialetti; in dei casi sporadici sviluppano una semivocale da cui si ottiene un dittongo, e.g. *Ce > EMC *Cej. *-ŋ e *-k restano identiche tranne nel caso *-iŋ e *-ik che, probabilmente per palatalizzazione, in EMC diventano *-in e *-it (un esempio è 日 *C.nik > *C.nit > nyit > rì, da come si evince dallo stesso carattere usato come chiave di lettura in 衵 *nik > nyit > rì). Il dittongo *-aj tende a diventare *-a. *-m resta tale in EMC eccetto in dei casi sporadici di dissimilazione tale per cui muta in *-ng. *-wk in EMC subisce una caduta di semivocale, riducendosi in *-k e annullando il dittongo originale. Dall'EMC, il putonghua conserva *-ng e *-n, ma in quest'ultima vi converge *-m, conservata per esempio in cantonese tranne di fronte a /f/, da cui si ricostruisce di contro dall'Hakka; *-ng in casi sporadici si dissimila in -n (e.g. EMC *-ng > -n in 皿, 黾 e 聘) ma nelle lingue sino-xeniche e dialetti si può ancora notare *-ng.
- La tonogenesi di un tono crescente in EMC dallo stacco glottale viene spiegata per il fatto che lo stacco, durante il processo di caduta, veniva preceduto da quella che era una costrizione della valvola in fondo alla gola, la glottide. Questa costrizione si lega molto bene a un innalzamento nell'intonazione ("The hypothesis is that while the glottal stop was still present, there would have been a tendency for the glottis to become tenser in anticipation of the closure of the glottis, resulting in a rise in pitch; subsequently, the glottal stop disappeared (in most dialects, at least), and the rise in pitch became phonologically distinctive, creating shǎngshēng, the ‘rising’ or ‘up’ tone of Middle Chinese", pp.195-196). Quanto al tono crescente, è collegato a una mutazione precoce di *-p-s > *-t-s in alcune rime dello Shijing. L'ultima combinazione in cui è caduta in ordine temporale è *-js. Dopodiché, lo stop prima di *-s e caduto e la *-s, rimasta sola, si è lenita/debuccalizzata in *-h.
- La presenza della codina *-r deriva da una proposta di Starostin (1989) e muta in *-n in EMC, convergendo dunque in quelle che in Old Chinese finivano in *n. Le due sono differenziate a partire da un indizio ricavato da alcuni dialetti dello Shandong, una provincia peninsulare: alcune sillabe che dall'EMC in poi hanno *-n finiscono in -j semivocalico. Questo suono non deriverebbe da mutazioni di /n/. Pertanto si distinguono tre diverse sillabe: quelle che terminano in *-j, *-n (> -n) e *-r (> -n; in alcuni dialetti, *-j). Nelle ricostruzioni e trattazioni filologiche, quando si usa "A > B" si intende che A evolve/culmina/ha il riflesso B; "<" semplicemente inverte la derivazione (e.g. B < A). Con più freccette si può tracciare una lunga catena evolutiva di mutamenti, e.g. A > B > C > D...
- In una sillaba aperta (cioè chiusa da nulla o chiusa da "coda zero") si possono trovare tutte le vocali tranne la *-i. Nei dittonghi discendenti in *-j si trovano tutte le vocali. Quelli in *-w invece sono *-iw, *-ew, *-aw. Tutte le vocali si possono combinare con la codina nasale o con la codina liquida *r- o con i tre stop senza rilascio udibile di suono. Dei dittonghi, solo i tre dittonghi *-iw, *-ew, *-aw si trovano in una vocale chiusa e l'unica possibilità è una loro chiusura con lo stop *-k.
- Le vocali dopo un'iniziale faringalizzata (tipo A) in EMC subiscono un abbassamento vocalico (cioè l'opposto dell'innalzamento vocalico): alcuni esempi molto generici sono *i > EMC *e; *iw > *ew; *u > *a; *ə > *o (una vocale non arrotondata, forse /ʌ/).
- Le due code in zona velare *-k e *-ŋ vengono anche dette "code posteriore" (back codas). Le code *-j, *-t, *-n e *-r vengono categorizzate come "code acute" (acute codas). Se le prime, unite alla faringalizzazione (tipo A) porta a abbassamenti vocalici, le seconde portano a dittongare/mutare in dittongo una vocale arrotondata/procheila (e.g. */u, o/) durante il tardo periodo degli Stati Combattenti. Simili mutazioni, come già accennato, giustificano a suddividere ulteriormente il cinese antico in due o più fasi (se come cesura non si prende la restaurazione della Dinastia Han, si può prendere grossomodo l'unificazione imperiale sotto la Dinastia Qin, avvenuta poco meno di 250 anni prima, nel 221 a.C.).
- La *-r come già accennato muta in semivocale *-j (si trova per esempio una mutazione del genere nello Shi Ming di Liu Xi, 200 d.C., scritto poco prima della caduta degli Han Orientali nel 220 d.C.) in delle zone nella penisola dello Shandong e aree limitrofe. Per la precisione, le zone che hanno questa caratteristica nel rispettivo dialetto sono Yǎn, Sòng, Qí, Qīng, Xú, Chén.
- La -h si ritrova ancora nel dialetto Xiàoyì 孝義, parlato nello Shānxī (Sagart, 1999b; Guō Jiànróng, 1989).

### Ricostruzione della morfologia
Sagart (1999) fornisce un riassunto degli sforzi nel ricostruire la morfologia del cinese antico, che ha anche un impatto sulla derivazione etimologica dei vocaboli dunque imparentati etimologicamente (fenomeno che a volte è anche indicato dalla chiave di lettura intera o contratta). Una lista di parole basata sul suo lavoro è disponibile nell'Austronesian Basic Vocabulary Database ABVD: Old Chinese.
Successivamente, Baxter e Sagart (2014) per la prima volta hanno ricostruito in gran dettaglio l'impianto morfologico del cinese antico, composto da alcuni prefissi e suffissi e da un infisso:
- Le radici possono essere unite con gli affissi, che formano la morfologia derivazionale in OC, cioè dei suoni che, aggiunti alla radice, creano vocaboli a partire dalla radice (e.g. studiare > lo studio/l'atto di studiare/lo studiare, che è un esempio di nominalizzazione, tale per cui da un verbo si ottiene un nome comune di attività). Gli affissi possono essere divisi in OC in prefissi (prima della Ci di radice), infissi (appena dopo la Ci) e suffissi (dopo tutta la radice, inclusa la Cc). Matisoff non parla di postcoda (Ccp) ma direttamente di suffissi (S). Matisoff in proto-tibeto-birmano indica i prefissi con P (sono poi divisi in primari/storici e secondari/aggiunti posteriormente al PTB, cioè rispettivamente P1 e P2). Baxter-Sagart parlano invece di "consonanti preiniziali" (Cpi). Nelle sillabe minori blandamente attaccate, la vocale neutra schwa viene detta "vocale preiniziale" (Vpi). Le consonanti preiniziali, saldamente o blandamente attaccate sono *p (per esempio *p- o *p.), *t, *k, *r, *s, *m, *r (rara), C e *N (ovvero *n o *ŋ). Tutte le sillabe minori blandamente attaccate sono cadute in EMC e in Proto-Min, prima di cadere, hanno influenzato la consonante successiva. Una radice può avere due prefissi di fila in OC. In generale, quando delle parole vengono fatte derivare da un'unica radice a cui si inseriscono gli affissi, si dice che appartengono alla stessa famiglia di parole (a livello di derivazione. Infatti, a livello semantico, per esempio si possono raggruppare i nomi di persona, i nomi di luogo, i nomi di tempo, i nomi di cibi, i nomi di animali... come spesso avviene nelle trattazioni di vocaboli in contesto di apprendimento. Sono due modi di classificare i vocaboli diversi. La stessa differenza si può applicare all'arabo, che peraltro non è una lingua morta: dalla radice trilittera K-T-B si ottengono con i transfissi "kitaab, kutub kataba, yaktaba, kaatib, maktaba", cioè "libro, libri, egli scrisse, egli scrive, scrittore, libreria"). Due radici che si assomigliano come pronuncia e significato sono dette "radici correlate" (related roots). Per esempio, 半 e 判 sono due radici correlate. Due radici correlate a livello di pronuncia possono essere diverse per esempio perché una è aspirata e l'altra no oppure una è faringalizzata (sillaba di tipo A) e l'altra no. Forse queste somiglianze si spiegano per delle alterazioni date da morfologia spiegabile in pattern che risale a prima del cinese antico (proto-sinitico?), ma il campo di ricerca è ancora aperto. Quanto a un esempio storico preso dalo Shuowen Jiezi di Xu Shen da cui si ricava una serie di pronunce locali di un carattere e una con una sillaba blandamente attaccata è la descrizione nel carattere che indica il pennello per scrivere, 聿 (*[m-]rut > *lut > ywit > yù): 所以書也 [si usa per scrivere]。楚謂之聿 [a Chu questo si dice *lut < *[m-]rut?], 吳謂之不律 [a Wu questo si dice *pə.[r]ut], 燕謂之弗 (a Yan questo si dice *put). Si nota una grande varietà nel trattare le sillabe minori. Un altro esempio si trova nel commentario del Fangyan scritto da Guō Pú 郭璞 (276-324), dopo la parola 貔 pí: 今江南呼為𧳏狸 (Oggi, a sud del Changjiang, si dice *bij-li < *bə.rə). Descrive dunque una preiniziale blandamente attaccata nell'area di Wu. Un ultimo esempio di glossa da cui si prendono dati sulle pronunce locali si trova nel “Zhōngyōng”中庸, un testo del Lǐjì 禮記 (il Libro dei Riti <di Zhou>): 壹戎衣而有天下 。In riferimento al Re Wu di Zhou, che ha rovesciato la Dinastia Shang, dice "Unì le forze militari contro Yin e ottenne <tutto ciò che è> sotto il Cielo", cioè conquistò la capitale ed ebbe il controllo di tutto il territorio cinese del tempo. L'interpretazione corretta del carattere che indica il vestito, scambiabile per un'armatura o simili, è data da Zhèng Xuán (127–200, Han Orientali) nel suo commentario al Libro dei Riti, lo Yí lǐ 儀禮: sostiene che 衣讀如殷 、聲之誤也 、齊人言殷 、聲如衣 ("Yī” [*ʔ(r)əj] si legge come "Yīn" [*ʔər], è un errore di pronuncia, quando la gente di Qí pronuncia 殷, il suono è come 衣). Spiega cioè che il carattere deriva da un errore di scrittura legato a sua volta a una pronuncia dialettale: il nome della capitale (e, in giapponese, anche il nome alternativo dell'intera dinastia) Yin nella zona di Qi era pronunciato come "vestito". Simili glosse aiutano anche a tradurre, ragion per cui se ne può occupare anche la traduttologia. La stessa informazione sulla pronuncia di Yin si trova in un commentario del "Chunqiu di Lü Shì" (Master Lü/Messer Lü), un ufficiale che lavorò per la Dinastia Qin. Nella glossa di Gāo Yòu 高誘, contemporaneo di Zhèng Xuán, si sostiene 今兗州人謂殷氏皆曰衣 (Oggi la gente di Yǎnzhōu pronuncia il nome di famiglia 殷 Yīn [*ʔər] tutta quanta <come> "衣 Yī [*ʔ(r)əj]"). Questa zona si trova nello Shandong sud-occidentale.
- I prefissi sia blandamente che saldamente attaccati non mutavano a livello semantico/di significato, ragion per cui da un unico prefisso con un significato invariabile si possono fare discendere due possibilità. Apparentemente, il motivo per cui alcuni prefissi erano seguiti da quella che è trascritta come una vocale neutra deriva da libere variazioni. Le preiniziali/sillabe minori saldamente attaccate sono le più comuni.
- Una nasale come prefisso *N- (sia blandamente che saldamente attaccata) forma i verbi intransitivi da quelli transitivi (cioè reggenti un complemento oggetto diretto). In EMC il prefisso saldamente attaccato cade e sonorizza la consonante sorda che lo segue, e.g. *N-p > *b-. Quello blandamente attaccato non crea questo effetto. Se la sillaba è di tipo A, si aggiunge poi la faringalizzazione in OC.
- Il prefisso nasale *m- come esito in EMC funziona come *N- e aveva la funzione di trasformare un verbo o nome non volitivo in volitivo (e.g. essere sveglio e cosciente > studiare, imitare; limpido, pulito > pulire; schiena > girarsi di schiena; granaio > stipare nel granaio). Come secondo utilizzo, trasforma un verbo in un nome agentivo/strumentale (e.g. dividere > una banchina/cumulo di terra divisorio tra campi; supportare > pilastro; pesare > stadera/bilancia; avvolgere > un lungo vestito, pao2 袍). Siccome sono presenti altri due suffissi *m- totalmente diversi spiegati tra poco, si distinguono nelle trattazioni con *m1-, *m2- e *m3- come pedice (qui sono scritti in grafia computerizzata corrente per semplificare). Il secondo prefisso *m-, cioè *m2-, si trova nelle parole indicanti le parti del corpo. *m3- si usa con i nomi di animali. Simili divisioni tra prefissi sono presenti pure in proto-tibeto-birmano (Matisoff, 2003). Nella trascrizione Baxter-Sagart, i numeri per distinguere i prefissi, infissi e suffissi non sono utilizzati.
- Il prefisso *s- ha due utilizzi, marcati e distinti come *s1- e *s2-: *s1- deriva nomi circostanziali (cioè di luogo, tempo e strumento) da un verbo (e.g. andare contro > primo giorno del mese [in cui la luna da calante cambia e diventa crescente]; penetrare > finestra [da cui penetra per esempio la luce]; sparire/morire > la seppellitura; usare > manico della falce o aratro).
- Anche il prefisso *t- è suddiviso in *t1- e *t2-: il primo si trova in dei verbi perlopiù intransitivi e stativi, mentre il secondo si trova in nomi inalienabili come alcune piccole parti del corpo (gomito, denti) e nomi di parentela.
- Il prefisso *k- si usa per derivare dei nomi dai verbi (e.g. quadrato > cesta quadrata di bambù [il kuang1]; brillante > finestra brillante) e si usa in dei verbi con una funzione non chiara.
- L'infisso *<r> è suddiviso in *<r1>, *<r2> e *<r3>. Il primo indica un'azione distribuita (cioè compiuta da più agenti o rivolta a più pazienti o coinvogende più luoghi/location o ripetuta più volte), e.g. lavare > spruzzare; afferrare > schiacciare tra; vedere > spiare. Il secondo si trova in verbi stativi per marcare l'intensità (intensiveness), e.g. gonfio > pesante; elevare/sollevare > rimarcabile, eroe [cioè qualcuno o qualcosa che sorpassa il resto]. Il terzo rimarca una struttura distribuita (cioè coinvolgende due più oggetti proporzionati tra loro come struttura vista nel complessivo), e.g. strangolare > il giogo [cioè un attrezzo che si mette sul collo di due animali da traino l'uno accanto all'altro per arare; è un pezzo di legno con due collari ovali e un terzo collarino in mezzo per attaccargli l'aratro o, in altri casi, dei carretti]; gamba > osso dello stinco ["shank bone"; ha le due estremità arrotondate, in più gli esseri viventi vertebrati ne hanno due se bipedi, due coppie se quadrupedi come i buoi e il maiale]. La consonante iniziale è faringalizzata (e in pronuncia la */ɾ/, monovibrante perché prevocalica, assimila la faringalizzazione) se è di tipo A.
- Il suffisso *-s è diviso in *-s1, *-s2 e *-s3 e si applica a radici che, se sono sillabe di tipo A, sono faringalizzate. Il primo nominalizza i verbi, facendo ottenere un nome di attività. Il secondo è l'inverso del primo (deriva i "denominal verbs", cioè da un nome fa ottenere un verbo, e.g. re > essere re; vestiti > indossare). Il terzo da verbi con azione diretta verso l'interno o stativi deriva i verbi con azione diretta verso l'esterno (transitivo VS intransitivo non c'entra), e.g. comprare > vendere; ricevere > dare; studiare, imitare > insegnare; buono > amare, apprezzare; cattivo, brutto > odiare.

## Tavola delle mutazioni OC - LHan e EMC

### Consonanti iniziali non labializzate
Il cinese degli Han orientali o una fase più tarda del cinese antico, qualora sia ricostruita da Baxter e Sagart e sia citata in tabella, è indicata esplicitamente con la sigla "LHan".
La tabella mostra solo le mutazioni regolari (con sporadiche irregolarità marginali dovute a merger tardi in corrispondenza dei cluster con *-r-) e non ha pretesa dunque di essere esaustiva; in particolare, non contiene le eccezioni e i cluster ricostruibili da glosse che mostrano riflessi irregolari di una sillaba dall'OC al LHan; da tali glosse, sono anche ricostruite le nasali sorde in cinese antico, per cui tali suoni sono assenti in tabella. Se *qˤ- deriva da un antico suono velare, non diventa fricativo in EMC.
Accanto alla derivazione in EMC dei suoni, si inserisce anche la corrispondenza tracciata da Baxter-Sagart in proto-Min (PMin) secondo la ricostruzione di Jerry Norman. Il proto-Min, rispetto al cinese antico, ha perso le faringalizzazioni e i prefissi morfologici nasali alla pari del primo cinese medio; pertanto, il cinese antico aveva già perso i prefissi nasali (che portavano a una prenasalizzazione) alla nascita del PMin. La prenasalizzazione specificatamente in *m- non solo sonorizza la consonante, ma la rende aspirata in PMin. Il PMin non ha consonanti retroflesse (per cui *-r- mediale cade), non subisce la palatalizzazione delle consonanti velari e alveolari (e.g., *k- e *ts-) nelle sillabe di tipo B ma subisce la palatalizzazione delle consonanti dentali di tipo B (e.g., *t- e *d-); la prima caratteristica è più conservativa rispetto al primo cinese medio, mentre la seconda è in linea con esso. Il cuneo sopra una lettera indica una consonante palatale.
| OC                                                                   | PMin        | EMC               | Tipo           |
| -------------------------------------------------------------------- | ----------- | ----------------- | -------------- |
| *ʔˤ-                                                                 | *ʔ-         | *'-               | A              |
| *qˤ- > *ʔˤ-                                                          | *ʔ-?        | *'-               | A              |
| *ʔˤr-                                                                | *ʔ-         | *'-               | A (cluster)    |
| *ʔ-                                                                  | *ʔ-         | *'j-              | B              |
| *ʔr-                                                                 | *ʔ-         | *'j-              | B (cluster)    |
| *q- > *ʔ-                                                            | *ʔ-?        | *'j-              | B              |
| *qr- > *ʔr-                                                          | *ʔ-?        | *'j-              | B (cluster)    |
| *bˤ-                                                                 | *b-         | *b-               | A              |
| *bˤr-                                                                | *b-         | *b-               | A (cluster)    |
| *m-pˤ- > *mbˤ- > *bˤ- *N-pˤ- > *Nbˤ- > *bˤ-                          | *bh-; *b-   | *b-               | A (cluster)    |
| *N-pˤr- > *Nbˤr- > *bˤr-                                             | *b-         | *b-               | A (cluster)    |
| *N-p- > *Nb- > *b-                                                   | *b-         | *b-               | B (cluster)    |
| *m-b- > *b-                                                          | *bh-        | *bj-              | B (cluster)    |
| *m-pʰ- > *mb- > *b-                                                  | *bh-        | *bj-              | B (cluster)    |
| *br-                                                                 | *b-         | *b-i-             | B (cluster)    |
| *b-                                                                  | *b-         | *bj-              | B              |
| *pˤ-                                                                 | *p-         | *p-               | A              |
| *pˤr-                                                                | *p-         | *p-               | A (cluster)    |
| *pr-                                                                 | *p-         | *p-i-             | B (cluster)    |
| *p-                                                                  | *p-         | *pj-              | B              |
| *pʰˤ-                                                                | *ph-        | *ph-              | A              |
| *pʰ-                                                                 | *ph-        | *phj-             | B              |
| *g-                                                                  | *g-         | *gj-; g-i-        | B              |
| *gr-                                                                 | *g-         | *g-               | B (cluster)    |
| *N-k- > *Ng- > *g- *m-k- > *mg- > *g-                                | *g-; *gh-   | *gj-              | B (cluster)    |
| *kˤ- > *qˤ-                                                          | ?           | *k-               | A              |
| *kˤr-                                                                | *k-         | *k-               | A (cluster)    |
| *k-                                                                  | *k-         | *kj-              | B              |
| *kʰˤ- > *qʰˤ-                                                        | ?           | *kh-              | A              |
| *kʰ- > *qʰ-                                                          | ?           | *khj-             | B              |
| *dˤ-                                                                 | *d-         | *d-               | A              |
| *d-                                                                  | *dž-        | *dzy-             | B              |
| *N-t- > *nd- > *d- *m-t- > *md- > *d-                                | *dž-        | *dzy-             | B (cluster)    |
| *tˤ-                                                                 | *t-         | *t-               | A              |
| *t-                                                                  | *tš-        | *tsy-             | B              |
| *tʰˤ-                                                                | *th-        | *th-              | A              |
| *tʰ-                                                                 | *tšh-       | *tsyh-            | B              |
| *dzˤ-                                                                | *dz-        | *dz-              | A              |
| *N-tsˤ- > *Ndzˤ- > *dzˤ-                                             | *dz-        | *dz-              | A (cluster)    |
| *dz-                                                                 | *dz-        | *dzj-             | B              |
| *N-ts- > *Ndz- > *dz- *m-ts > *mdz- > *dz-                           | *dz-; *dzh- | *dzj-             | B (cluster)    |
| *tsˤ-                                                                | *ts-        | *ts-              | A              |
| *ts-                                                                 | *ts-        | *tsj-             | B              |
| *tsʰˤ-                                                               | *tsh-       | *tsh-             | A              |
| *dˤr-                                                                | *d-         | *dr-              | A (> retrofl.) |
| *N-tˤr- > *Ndˤr- > *dˤr-                                             | *d-         | *dr-              | A (> retrofl.) |
| *dr-                                                                 | *d-         | *drj-; dr-i-      | B (> retrofl.) |
| *N-t<r> > *Ndr- > *dr- *m-t<r> > *mdr- > *dr- *m-tʰr- > *mdr- > *dr- | *d-         | *drj-             | B (> retrofl.) |
| *tˤr-                                                                | *t-         | *tr-              | A (> retrofl.) |
| *tr-                                                                 | *t-         | *trj-             | B (> retrofl.) |
| *dzˤr-                                                               | *dz-        | *dzr-             | A (> retrofl.) |
| *tʰr-                                                                | *th-        | *trh-i-           | B (> retrofl.) |
| *dzr-                                                                | *dz-        | *dzr-             | B (> retrofl.) |
| *tsʰ-                                                                | *tsh-       | *tshj-            | B              |
| *tsr-                                                                | *ts-        | *tsr-i-           | A (> retrofl.) |
| *tsʰˤr-                                                              | *tsh-       | *tsrh-            | A (> retrofl.) |
| *tsʰr-                                                               | *tsh-       | *tshrj-; *tshr-i- | B (> retrofl.) |
| *rˤ-                                                                 | *l-         | *l-               | B              |
| *r-                                                                  | *l-         | *lj-              | B              |
| *sˤ-                                                                 | *s-         | *s-               | A              |
| *s-                                                                  | *s-         | *sj-              | B              |
| *sˤr-                                                                | *s-         | *sr-              | A (> retrofl.) |
| *sr-                                                                 | *s-         | *srj-; sr-i-      | B (> retrofl.) |
| *mˤ-                                                                 | *m-         | *m-               | A              |
| *m-ŋˤ- > *m- (麛, 麑)                                                | - - -       | *m-               | A (cluster)    |
| *mˤr-                                                                | *m-         | *m-               | A (cluster)    |
| *m-                                                                  | *m-         | *mj-              | B              |
| *m-n- > *m- (彌)                                                     | - - -       | *mj-              | B (cluster)    |
| *nˤ-                                                                 | *n-         | *n-               | A              |
| *n-                                                                  | *ń-         | *ny-              | B              |
| *nˤr-                                                                | *n-         | *nr- (retrofl.)   | A (> retrofl.) |
| *nr-                                                                 | *n-         | *nrj-             | B (> retrofl.) |
| *ŋˤ-                                                                 | *ŋ-         | *ng-              | A              |
| *ŋˤr-                                                                | *ŋ-         | *ng-              | A (cluster)    |
| *m-ɢˤ<r>- > *ŋˤr-                                                    | *ŋh-?       | *ng-              | A (cluster)    |
| *m-qʰˤ > *ŋˤ                                                         | *ŋh-        | *ng-              | A (cluster)    |
| *ŋ-                                                                  | *ŋ-         | *ny-              | B              |
| *m-qʰ- > *ŋ-                                                         | *ŋh-        | *ngj-             | B (cluster)    |
| *ŋr-                                                                 | *ŋ-         | *ngj-             | B (cluster)    |
| *ɢˤ- (> *ɣˤ?)                                                        | *ɣ-         | *h-               | A              |
| *gˤ- > ɢˤ- (> *ɣˤ?)                                                  | *ɣ-         | *h-               | A              |
| *m-kˤ- > *mgˤ- > gˤ-                                                 | *ɦ-         | *h-               | A (cluster)    |
| *m-[k]ˤ<r>- > *ɢˤr- *N-kˤ- > *ɢˤr- *N-kˤr- > *ɢˤr-                   | *∅-?        | *h-               | A (cluster)    |
| *ɢ-                                                                  | *∅-         | *y-               | B              |
| *m-q- > *ɢ-                                                          | *∅-?        | *y-               | B (cluster)    |
| *ɢr-                                                                 | *z-         | *y-               | B (cluster)    |
| *m-qr- > *ɢr-                                                        | *z-?        | *y-               | B (cluster)    |
| *qʰˤ- > *χˤ-; *χ-                                                    | *x-         | *x-; *sy-         | A              |
| *qʰˤ<r> > *χˤr-                                                      | *x, *kh-    | *x-               | A (cluster)    |
| *qʰ<r>- > *χr-                                                       | *x, *kh-    | *xj-              | B (cluster)    |
| *qʰ- > *χ                                                            | *x-, *kh-   | *xj-              | B              |

La mutazione *qʰˤ- > *χ- > *sy- invece che *x- avviene in presenza di vocali anteriori/frontali come *i e *e.

### Code di sillaba
In EMC, il tono crescente è indicato con X, mente il tono discendente è marcato con H, dalla parola "high", che indica il registro acuto da cui si inizia a intonare il tono. Il tono piatto non è marcato, come anche il tono entrante nelle sillabe terminanti in *-p, *-t, *-k. In EMC non esistevano sillabe atonali, come in cinese moderno standard.
In proto-Min, tutte le code di sillaba fondamentali *-m, *-n, *-ŋ, *-t, *-t, *-k rimangono invariate rispetto al cinese antico. Il proto-Min ha subito la tonogenesi, per cui ha sviluppato gli stessi 4 toni del primo cinese medio. I 4 toni poi si sono diversificati, fino a diventare 8 o 9 nei dialetti Min moderni. "V" indica una generica vocale. La dicitura "-∅" con il simbolo dell'insieme vuoto in logica indica l'assenza di una qualunque coda di sillaba o, in altre parole, la presenza della "coda zero".
| OC          | EMC                               | Intonazione |
| ----------- | --------------------------------- | ----------- |
| *-∅         | Tono piatto                       | piatto      |
| *-s         | LHan *-h > tono discendente       | H           |
| *-ʔ         | LHan *-ʔ > tono ascendente        | X           |
| *-ʔs        | LHan *-h? > tono discendente      | H           |
| *-ŋ         | *-ng (ma OC *-iŋ > spesso *-in)   | piatto      |
| *-ŋʔ        | *-ngX                             | X           |
| *-ŋs        | *-ngH                             | H           |
| *-n         | *-n                               | piatto      |
| *-nʔ        | *-nX                              | X           |
| *-ns        | *-nH                              | H           |
| *-m         | *-m                               | piatto      |
| *-mʔ        | *-mX                              | X           |
| *-ms        | *-mH                              | H           |
| *-r         | *-n (Shandong: *-j)               | piatto      |
| *-rʔ        | *-nX                              | X           |
| *-rs        | *-nH                              | H           |
| *-p         | *-p                               | entrante    |
| *-t         | *-t                               | entrante    |
| *-k         | *-k (ma *OC *-ik > spesso *-it)   | entrante    |
| *-ps > *-ts | LHan *-ts > *-Vjs > *-Vjh > *-VjH | H           |
| *-ts        | LHan *-ts > *-Vjs > *-Vjh > *-VjH | H           |
| *-ks        | LHan *-ks? *-h? > *-∅H            | H           |

## Nomi dei principali stili calligrafici cinesi
I nomi dei principali stili calligrafici cinesi sono decisamente utili per dare un nome a una particolare grafia e/o nel momento in cui ci si imbatte nel loro nome in un dizionario di calligrafie o in un libro di filologia dei sinogrammi. I primi due nomi non sono stili, ma un'etichetta alle versioni sulle piastre di tartaruga, scapole di bue e sugli oggetti in bronzo. Anche gli ultimi due non sono nomi di stili calligrafici, ma sono importanti da elencare e tenere distinti quando si vede la scrittura di un carattere e/o si fa filologia. Da questi nomi e una loro successione, si può impostare lo studio della calligrafia base cinese per capire le loro caratteristiche, origini e periodizzazioni (gli stili sono evoluzioni che non partono dall'invenzione di un singolo calligrafo e più stili e proto-stili possono sovrapporsi).
| Nome       | Pinyin               | Cantonese              | Traduzione/significato                                                                               |
| ---------- | -------------------- | ---------------------- | --- |
| 甲骨文     | jia3gu3wen2          | gaap3 gwat1 man4       | Versione sulle ossa oracolari ("Oracle Bones Script")                                                |
| 金文       | jin1wen2             | gam1 man4              | Versione sui bronzi ("Bronze Inscriptions")                                                          |
| 战国, 简牍 | Zhan4guo2, jian3du2  | Zin3 gwok3, gaan2 duk6 | Versione degli Stati Combattenti ("Warring States"), Versione sui listelli di bambù ("Bamboo Slips") |
| 大篆, 籀文 | da4zhuan4, zhou4wen2 | daai6 syun6, zau6 man4 | Grande Sigillo ("Great Seal"), Stile Zhòu ("Zhòu Script")                                            |
| 小篆       | xiao3zhuan4          | siu2 syun6             | Piccolo Sigillo ("Small Seal")                                                                       |
| 隶书       | li4shu1              | dai6 syu1              | Stile degli Scrivani ("Clerical Script")                                                             |
| 行书       | xing2shu1            | hang4 syu1             | Scrittura Semi-corsiva ("Semi-cursive Script; Running Script")                                       |
| 楷书, 楷体 | kai3shu1, kai3ti3    | kaai2 syu1, kaai2 tai2 | Stile Regolare ("Regular Script") ["KaiTi" è pure il nome del font su Microsoft Word]                |
| 草书       | cao3shu1             | cou2 syu1              | Grafia a filo d'erba; Stile corsivo ("Grass Script; Cursive Script")                                 |
| 繁体(字)   | fan2ti3(zi4)         | faan4 tai2 (zi6)       | Carattere tradizionale ("Traditional character")                                                     |
| 简体(字)   | jian3ti3(zi4)        | gaan2 tai2 (zi6)       | Carattere semplificato ("Simplified character")                                                      |

## Lista dei radicali Shuowen
Nella tabella sotto, sono riassunti i radicali Shuowen, cioè gli antenati dei radicali Kangxi. Come dice il nome stesso, sono i 540 "bù" che Xu Shen ha individuato nella sua magistrale analisi dei caratteri cinesi scritti nella standardizzazione del periodo Qin, lo Shuowen Jiezi (Xu Shen non ha potuto consultare le ossa oracolari, cadute in disuso e diseppellite e tornate alla luce secoli dopo, forse a partire dal periodo Tang; quindi Xu Shen, nel suo studio lessicografico, descrive i caratteri come apparivano al suo tempo e compie anche alcuni errori nella divisione e interpretazione. Solo in dei casi cita degli arcaismi gǔwén 古文 presi da alcuni testi pre-Qin nascosti nei muri delle case per farli sfuggire ai roghi di Qin Shi Huangdi e cita dei caratteri in uno stile calligrafico più antico, lo stile Zhòuwén 籀文. Xu Shen non ha potuto nemmeno consultare i bronzi Shang e Zhou). La grafia originale di tutti i caratteri, radicali inclusi, era quella del Piccolo Sigillo (小篆 Xiǎozhuàn) e, nelle varie ristampe, correzioni e aggiunte di glosse, è rimasto intatto. L'opera è divisa in 15 parti e gli stessi radicali Shuowen sono divisibili in parti. 34 radicali non hanno caratteri, mentre 159 ne contano solo uno. Lo Shuowen Jiezi è tuttora esistente e consultabile, ma la prima copia sopravvissuta risale al periodo Tang.
Il commentario più famoso e autorevole è quello di Xú Xuàn (徐鉉, 916–991), che scrisse a partire dal 986 su ordine diretto dell'Imperatore. Xu Xuan corresse molte annotazioni sbagliate dell'edizione di Li Yangbing e aggiunse la pronuncia in fanqie (siccome Xu Xuan è vissuto sotto la Dinastia Song, il suo fanqie riflette la pronuncia del cinese medio). Il secondo più grande commentario all'opera, è quello di Duan Yucai 段玉裁 (1735–1815), vissuto durante il periodo Qing. Impiegò 30 anni per scriverlo e lo pubblicò poco prima della propria morte. Lo Shuowen Jiezi oggi si trova anche online ed è tuttora oggetto di studio e consultazione, anche se con spirito critico (si vedano per esempio gli studi di Weldon South Coblin e Paul Serruys). "Shuowen Jiezi" è anche il nome di un programma cinese su Sun TV in cui ogni giorno una presentatrice spiega l'etimologia di un carattere al giorno al grande pubblico in soli 5 minuti.
| Sezione | Radicali Shuowen |
| ------- | --- |
| 1       | (introduzione) |
| 2       | 一丄⺬三王玉玨气士丨屮艸蓐茻                                                                                                   |
| 3       | 小八釆半牛犛吿口凵吅哭走止𣥠歨此正昰辵彳廴㢟行齒牙足疋品龠𠕋                                                                   |
| 4       | 㗊舌干𧮫只㕯句丩古十卅言誩音䇂丵菐𠬞𠬜𠔏𠔱舁𦥑䢅爨革鬲䰜爪丮鬥又𠂇史支𦘒聿畫隶臤臣殳殺𠘧寸𡰻㼱攴敎⺊𤰆爻㸚                     |
| 5       | 𡕥目䀠眉盾𦣹𪞶鼻皕習𦏲隹奞雈𠁥𥄕羊羴瞿雔雥鳥烏𠦒冓幺𢆶叀玄予放𠬪𣦻歺死冎骨肉筋刀刃㓞丯耒𧢲                                     |
| 6       | 竹箕丌左工㠭巫𤮺曰𠄎丂可兮号亏𠤔喜𧯛鼓豈豆豊豐䖒虍虎虤皿𠙴去血丶𠂁靑丼皀鬯食亼會倉入缶矢高冂𩫖京亯𣆪畗㐭嗇來麥夊舛䑞韋弟夂久桀 |
| 7       | 木東林才叒𡳿帀出𣎵𤯓乇𠂹𠌶華𥝌𥠻巢桼束𣠔囗員貝邑𨛜                                                                             |
| 8       | 日旦倝㫃冥晶月有朙囧夕多毌𢎘𠀟𠧪齊朿片鼎𠅏彔禾秝黍𪏽米毇臼凶朩𣏟麻尗耑韭瓜瓠宀宮呂穴㝱𤕫冖𠔼冃㒳网襾巾巿帛白㡀黹               |
| 9       | 人𠤎匕从比北丘㐺𡈼重臥身𠂣衣裘老毛毳𡰣尺尾𡳐舟方儿兄兂皃𠑹先禿見覞欠㱃㳄㒫頁                                                   |
| 10      | 𦣻面匃首𥄉須彡彣文髟后司卮卩印色𠨍辟勹包茍鬼甶厶嵬山屾屵广厂丸危石𨱗勿冄而豕㣇彑豚豸𤉡易象                                     |
| 11      | 馬𢊁鹿麤㲋兔萈犬㹜鼠能熋火炎𪐗囪焱炙𤆍大𡗕夨夭交𡯁𡔲𡕍幸奢亢夲夰亣夫立竝囟恖心惢                                               |
| 12      | 水沝瀕𡿨巜川𤽄灥永𠂢𠔌仌雨雲𤋳𩺰㷼龍飛非卂                                                                                     |
| 13      | 𠃉𠀚至卥鹵鹽戶門耳𦣝手𠦬女毋民丿𠂆乁氏氐戈戉我亅𤦡乚亾匸匚曲𠙹瓦弓弜𢎺系                                                       |
| 14      | 糸𦃃𢇁率虫䖵蟲風它龜黽卵二土垚𡎸里田畕黃男力劦                                                                                 |
| 15      | 金幵勺几且斤斗矛車𠂤𨸏𨺅厽𠃢宁叕亞𠄡六𠀁九禸嘼甲乙丙𠆤戊己𢀳庚辛辡壬癸子了孨𠫓𠃠𡩟戼𨑃巳午未𦥔丣酋戌亥                         |